# Bahnstrecke Rosenheim–Salzburg
| Regional-Express bei Bernau am Chiemsee | |                                                                                                |                                                                                                |
| | |                                                                                                |                                                                                                |
| Streckennummer (DB): | 5703 (Rosenheim–Staatsgrenze) |                                                                                                |                                                                                                |
| Streckennummer (ÖBB): | 217 01 (Staatsgrenze–Salzburg) |                                                                                                |                                                                                                |
| Kursbuchstrecke (DB): | 951 |                                                                                                |                                                                                                |
| Kursbuchstrecke (ÖBB): | 300 |                                                                                                |                                                                                                |
| Kursbuchstrecke: | 428 (1946) 428e (Rosenheim – Landl (Oberbay) Abzw 1946) 428g (Traunstein – Hufschlag Abzw 1946) 427p, 428b (Freilassing – Salzburg Hbf 1946) |                                                                                                |                                                                                                |
| Streckenlänge: | 88,6 km |                                                                                                |                                                                                                |
| Spurweite: | 1435 mm (Normalspur) |                                                                                                |                                                                                                |
| Streckenklasse: | D4 |                                                                                                |                                                                                                |
| Stromsystem: | 15 kV 16,7 Hz ~ |                                                                                                |                                                                                                |
| Maximale Neigung: | 11 ‰ |                                                                                                |                                                                                                |
| Minimaler Radius: | 342 m |                                                                                                |                                                                                                |
| Streckengeschwindigkeit: | 160 km/h |                                                                                                |                                                                                                |
| Zugbeeinflussung: | PZB |                                                                                                |                                                                                                |
| Zweigleisigkeit: | durchgehend (Freilassing–Salzburg dreigleisig)                                                                                               |                                                                                                |                                                                                                |
| | |                                                                                                |                                                                                                |
| \| \| \| von München Hbf \| \| \| \| \| von Mühldorf (Oberbay) \| \| \| \| \| von Holzkirchen \| \| \| \| 0,000 \| Rosenheim (seit 1876) \| 448 m \| \| \| \| Rosenheim (bis 1876) \| 446 m \| \| \| 0,825 \| Mangfall (43 m) \| Mangfall (43 m) \| \| \| \| nach Kufstein \| \| \| \| \| nach Kufstein \| \| \| \| \| von Rosenheim Süd \| \| \| \| 1,595 \| Rosenheim Ost (Bft) \| Rosenheim Ost (Bft) \| \| \| \| \| \| \| \| 2,382 \| Inn (193 m) \| Inn (193 m) \| \| \| 3,336 \| Landl (Oberbay) Abzw \| 461 m \| \| \| \| nach Frasdorf \| \| \| \| 6,300 \| Brenner-Nordzulauf (geplant) \| 480 m \| \| \| 6,409 \| Stephanskirchen \| 480 m \| \| \| 8,370 \| Simssee[1] \| Simssee[1] \| \| \| 9,520 \| Simssee (Üst) \| Simssee (Üst) \| \| \| 11,488 \| Krottenmühl \| 484 m \| \| \| 15,000 \| Bergham \| Bergham \| \| \| \| von Obing \| \| \| \| 16,673 \| Bad Endorf (Oberbay) \| 525 m \| \| \| 20,928 \| Rimsting (Awanst, ehem. Bf) \| 546 m \| \| \| 23,415 \| Prien (28 m) \| Prien (28 m) \| \| \| \| Chiemsee-Bahn (bis 1908) \| \| \| \| \| \| \| \| \| 24,956 \| Prien a Chiemsee Übergang zur Chiemsee-Bahn \| 531 m \| \| \| \| \| \| \| \| \| nach Aschau (Chiemgau) \| \| \| \| 30,152 \| Bernau a Chiemsee (ehem. Bf) \| 525 m \| \| \| 33,427 \| Rottau (Üst) \| Rottau (Üst) \| \| \| 34,200 \| Torfbahnhof Grassau-Rottau (bis 1988) \| Torfbahnhof Grassau-Rottau (bis 1988) \| \| \| 38,343 \| Übersee \| 526 m \| \| \| \| nach Marquartstein \| \| \| \| 39,692 \| Tiroler Achen (73 m) \| Tiroler Achen (73 m) \| \| \| 44,486 \| Rumgraben (Üst) \| Rumgraben (Üst) \| \| \| 46,571 \| Bergen (Oberbay) (ehem. Bf) \| 585 m \| \| \| \| von Garching (Alz) \| \| \| \| \| von Ruhpolding \| \| \| \| 53,307 \| Traunstein \| 597 m \| \| \| 53,989 \| Traunsteiner Viadukt über die Traun (93 m) \| Traunsteiner Viadukt über die Traun (93 m) \| \| \| 55,408 \| Hufschlag Abzw \| 609 m \| \| \| \| nach Waging \| \| \| \| 59,300 \| Lauter (Oberbay) \| 606 m \| \| \| 59,557 \| Lauter (Üst) \| Lauter (Üst) \| \| \| 64,421 \| Rückstetten (Üst) \| Rückstetten (Üst) \| \| \| 64,912 \| Rückstetten \| 552 m \| \| \| 69,360 \| Sur (54 m) \| Sur (54 m) \| \| \| 69,835 \| Teisendorf \| 504 m \| \| \| 75,913 \| Straß (Üst) \| Straß (Üst) \| \| \| 78,031 \| Niederstraß \| 434 m \| \| \| \| von Bad Reichenhall (seit 1897) \| \| \| \| \| von Mühldorf (Oberbay) \| \| \| \| 81,711 \| Freilassing \| 421 m \| \| \| \| nach Bad Reichenhall (bis 1897) \| \| \| \| \| \| \| \| \| \| \| \| \| \| 82,758 \| Salzburg Grenze / Staatsgrenze nächst Liefering Saalach, Staatsgrenze Deutschland / Österreich \| Salzburg Grenze / Staatsgrenze nächst Liefering Saalach, Staatsgrenze Deutschland / Österreich \| \| \| \| \| \| \| \| 83,978 \| Salzburg Liefering \| Salzburg Liefering \| \| \| \| Anschluss Kaindl, Porsche \| \| \| \| \| West Autobahn (A1) \| \| \| \| 85,200 \| Salzburg Taxham Europark \| Salzburg Taxham Europark \| \| \| \| Stieglbahn von Salzburg Maxglan \| \| \| \| 86,250 \| Salzburg Hbf-Glanbachbrücke \| Salzburg Hbf-Glanbachbrücke \| \| \| \| Glanbach \| \| \| \| 86,727 \| Salzburg Aiglhof \| Salzburg Aiglhof \| \| \| 87,250 \| Salzburg Mülln-Altstadt \| Salzburg Mülln-Altstadt \| \| \| \| Salzach \| \| \| \| \| Lokalbahn Salzburg–Hangender Stein \| \| \| \| 88,551 \| Salzburg Hbf \| 423 m \| \| \| \| nach Innsbruck Hbf \| \| \| \| \| nach Wien \| \| \| \| \| \| \| \| Quellen: [2][3][4][5][6][7][8] \| \| \| \| | |                                                                                                |                                                                                                |
| Strecke · Strecke (außer Betrieb) | | von München Hbf                                                                                | von München Hbf                                                                                |
| Abzweig geradeaus und von links · Strecke (außer Betrieb) | | von Mühldorf (Oberbay)                                                                         | von Mühldorf (Oberbay)                                                                         |
| Abzweig geradeaus und von rechts · Abzweig geradeaus und von rechts (Strecke außer Betrieb) | | von Holzkirchen                                                                                | von Holzkirchen                                                                                |
| Bahnhof · Strecke (außer Betrieb) | 0,000 | Rosenheim (seit 1876)                                                                          | 448 m                                                                                          |
| Strecke · Bahnhof (Strecke außer Betrieb) | | Rosenheim (bis 1876)                                                                           | 446 m                                                                                          |
| Brücke über Wasserlauf · Brücke über Wasserlauf (Strecke außer Betrieb) | 0,825 | Mangfall (43 m)                                                                                | Mangfall (43 m)                                                                                |
| Abzweig geradeaus und nach rechts · Strecke (außer Betrieb) | | nach Kufstein                                                                                  | nach Kufstein                                                                                  |
| Kreuzung (Querstrecke außer Betrieb) · Abzweig geradeaus und nach rechts (Strecke außer Betrieb) | | nach Kufstein                                                                                  | nach Kufstein                                                                                  |
| Abzweig geradeaus und von rechts · Strecke (außer Betrieb) | | von Rosenheim Süd                                                                              | von Rosenheim Süd                                                                              |
| Blockstelle · Strecke (außer Betrieb) | 1,595 | Rosenheim Ost (Bft)                                                                            | Rosenheim Ost (Bft)                                                                            |
| Verschwenkung nach links · Verschwenkung nach rechts (Strecke außer Betrieb) | |                                                                                                |                                                                                                |
| Brücke über Wasserlauf | 2,382 | Inn (193 m)                                                                                    | Inn (193 m)                                                                                    |
| Blockstelle | 3,336 | Landl (Oberbay) Abzw                                                                           | 461 m                                                                                          |
| Abzweig geradeaus und nach rechts | | nach Frasdorf                                                                                  | nach Frasdorf                                                                                  |
| Kreuzung mit Tunnelstrecke (Querstrecke außer Betrieb) | 6,300 | Brenner-Nordzulauf (geplant)                                                                   | 480 m                                                                                          |
| ehemaliger Bahnhof | 6,409 | Stephanskirchen                                                                                | 480 m                                                                                          |
| ehemaliger Haltepunkt / Haltestelle | 8,370 | Simssee                                                                                        | Simssee                                                                                        |
| Blockstelle | 9,520 | Simssee (Üst)                                                                                  | Simssee (Üst)                                                                                  |
| ehemaliger Haltepunkt / Haltestelle | 11,488 | Krottenmühl                                                                                    | 484 m                                                                                          |
| ehemaliger Haltepunkt / Haltestelle | 15,000 | Bergham                                                                                        | Bergham                                                                                        |
| Abzweig geradeaus und von links | | von Obing                                                                                      | von Obing                                                                                      |
| Bahnhof | 16,673 | Bad Endorf (Oberbay)                                                                           | 525 m                                                                                          |
| Blockstelle | 20,928 | Rimsting (Awanst, ehem. Bf)                                                                    | 546 m                                                                                          |
| Brücke über Wasserlauf | 23,415 | Prien (28 m)                                                                                   | Prien (28 m)                                                                                   |
| Kreuzung (Querstrecke außer Betrieb) | | Chiemsee-Bahn (bis 1908)                                                                       | Chiemsee-Bahn (bis 1908)                                                                       |
| | |                                                                                                |                                                                                                |
| Bahnhof | 24,956 | Prien a Chiemsee Übergang zur Chiemsee-Bahn                                                    | 531 m                                                                                          |
| | |                                                                                                |                                                                                                |
| Abzweig geradeaus und nach rechts | | nach Aschau (Chiemgau)                                                                         | nach Aschau (Chiemgau)                                                                         |
| Haltepunkt / Haltestelle | 30,152 | Bernau a Chiemsee (ehem. Bf)                                                                   | 525 m                                                                                          |
| Blockstelle | 33,427 | Rottau (Üst)                                                                                   | Rottau (Üst)                                                                                   |
| ehemaliger Bahnhof | 34,200 | Torfbahnhof Grassau-Rottau (bis 1988)                                                          | Torfbahnhof Grassau-Rottau (bis 1988)                                                          |
| Bahnhof | 38,343 | Übersee                                                                                        | 526 m                                                                                          |
| Abzweig geradeaus und ehemals nach rechts | | nach Marquartstein                                                                             | nach Marquartstein                                                                             |
| Brücke über Wasserlauf | 39,692 | Tiroler Achen (73 m)                                                                           | Tiroler Achen (73 m)                                                                           |
| Blockstelle | 44,486 | Rumgraben (Üst)                                                                                | Rumgraben (Üst)                                                                                |
| Haltepunkt / Haltestelle | 46,571 | Bergen (Oberbay) (ehem. Bf)                                                                    | 585 m                                                                                          |
| Abzweig geradeaus und von links | | von Garching (Alz)                                                                             | von Garching (Alz)                                                                             |
| Abzweig geradeaus und von rechts | | von Ruhpolding                                                                                 | von Ruhpolding                                                                                 |
| Bahnhof | 53,307 | Traunstein                                                                                     | 597 m                                                                                          |
| Brücke über Wasserlauf | 53,989 | Traunsteiner Viadukt über die Traun (93 m)                                                     | Traunsteiner Viadukt über die Traun (93 m)                                                     |
| Blockstelle | 55,408 | Hufschlag Abzw                                                                                 | 609 m                                                                                          |
| Abzweig geradeaus und nach links | | nach Waging                                                                                    | nach Waging                                                                                    |
| ehemaliger Bahnhof | 59,300 | Lauter (Oberbay)                                                                               | 606 m                                                                                          |
| Blockstelle | 59,557 | Lauter (Üst)                                                                                   | Lauter (Üst)                                                                                   |
| Blockstelle | 64,421 | Rückstetten (Üst)                                                                              | Rückstetten (Üst)                                                                              |
| ehemaliger Haltepunkt / Haltestelle | 64,912 | Rückstetten                                                                                    | 552 m                                                                                          |
| Brücke über Wasserlauf | 69,360 | Sur (54 m)                                                                                     | Sur (54 m)                                                                                     |
| Bahnhof | 69,835 | Teisendorf                                                                                     | 504 m                                                                                          |
| Blockstelle | 75,913 | Straß (Üst)                                                                                    | Straß (Üst)                                                                                    |
| ehemaliger Haltepunkt / Haltestelle | 78,031 | Niederstraß                                                                                    | 434 m                                                                                          |
| Abzweig geradeaus und von rechts | | von Bad Reichenhall (seit 1897)                                                                | von Bad Reichenhall (seit 1897)                                                                |
| Abzweig geradeaus und von links | | von Mühldorf (Oberbay)                                                                         | von Mühldorf (Oberbay)                                                                         |
| Bahnhof | 81,711 | Freilassing                                                                                    | 421 m                                                                                          |
| Abzweig geradeaus und ehemals nach rechts | | nach Bad Reichenhall (bis 1897)                                                                | nach Bad Reichenhall (bis 1897)                                                                |
| Verschwenkung von links · Verschwenkung von rechts | |                                                                                                |                                                                                                |
| | |                                                                                                |                                                                                                |
| Grenze auf Brücke über Wasserlauf · Grenze auf Brücke über Wasserlauf | 82,758 | Salzburg Grenze / Staatsgrenze nächst Liefering Saalach, Staatsgrenze Deutschland / Österreich | Salzburg Grenze / Staatsgrenze nächst Liefering Saalach, Staatsgrenze Deutschland / Österreich |
| | |                                                                                                |                                                                                                |
| Bahnhof · Bahnhof | 83,978 | Salzburg Liefering                                                                             | Salzburg Liefering                                                                             |
| Abzweig geradeaus und nach rechts · Strecke | | Anschluss Kaindl, Porsche                                                                      | Anschluss Kaindl, Porsche                                                                      |
| Brücke · Brücke | | West Autobahn (A1)                                                                             | West Autobahn (A1)                                                                             |
| Bahnhof · Bahnhof | 85,200 | Salzburg Taxham Europark                                                                       | Salzburg Taxham Europark                                                                       |
| Abzweig geradeaus und von rechts · Strecke | | Stieglbahn von Salzburg Maxglan                                                                | Stieglbahn von Salzburg Maxglan                                                                |
| Blockstelle · Strecke | 86,250 | Salzburg Hbf-Glanbachbrücke                                                                    | Salzburg Hbf-Glanbachbrücke                                                                    |
| Brücke über Wasserlauf · Brücke über Wasserlauf | | Glanbach                                                                                       | Glanbach                                                                                       |
| Haltepunkt / Haltestelle · Strecke | 86,727 | Salzburg Aiglhof                                                                               | Salzburg Aiglhof                                                                               |
| Haltepunkt / Haltestelle · Strecke | 87,250 | Salzburg Mülln-Altstadt                                                                        | Salzburg Mülln-Altstadt                                                                        |
| Brücke über Wasserlauf · Brücke über Wasserlauf | | Salzach                                                                                        | Salzach                                                                                        |
| Kreuzung geradeaus oben (Querstrecke außer Betrieb) · Kreuzung geradeaus oben (Querstrecke außer Betrieb) | | Lokalbahn Salzburg–Hangender Stein                                                             | Lokalbahn Salzburg–Hangender Stein                                                             |
| Bahnhof · Bahnhof | 88,551 | Salzburg Hbf                                                                                   | 423 m                                                                                          |
| Strecke nach rechts · Strecke | | nach Innsbruck Hbf                                                                             | nach Innsbruck Hbf                                                                             |
| Strecke | | nach Wien                                                                                      | nach Wien                                                                                      |
| | |                                                                                                |                                                                                                |
| Quellen: | |                                                                                                |                                                                                                |

Die Bahnstrecke Rosenheim–Salzburg ist eine zweigleisige, elektrifizierte Hauptbahn in Bayern und Österreich. Sie ist eine internationale Verkehrsachse und führt von Rosenheim über Traunstein und Freilassing nach Salzburg. Zwischen Freilassing und Salzburg ist die Strecke dreigleisig ausgebaut.

## Geschichte

### Planung und Staatsverträge
Erste Planungen für eine Bahnstrecke Rosenheim–Salzburg gab es schon im September 1828. Friedrich List schlug als Hauptlinien des bayerischen Eisenbahnnetzes eine Bahnstrecke von Bamberg über Nürnberg, Augsburg und Memmingen nach Lindau, eine weitere von Kitzingen über Nürnberg und Augsburg nach München und eine dritte von Günzburg über Augsburg und München weiter in Richtung Österreich vor. Hofbankier Simon Freiherr von Eichthal forderte 1835 ebenfalls eine Bahnstrecke von München nach Salzburg. Am 5. Januar 1836 begann Von Eichthal mit Voruntersuchungen zum Bau der Strecke. Ein Bote der bayerischen Regierung berichtete am 7. April 1836 der österreichischen Regierung über den geplanten Bau der Bahnstrecke. Da Von Eichthal das nötige Geld nicht aufbringen konnte, stellte man die Planungen 1838 ein.

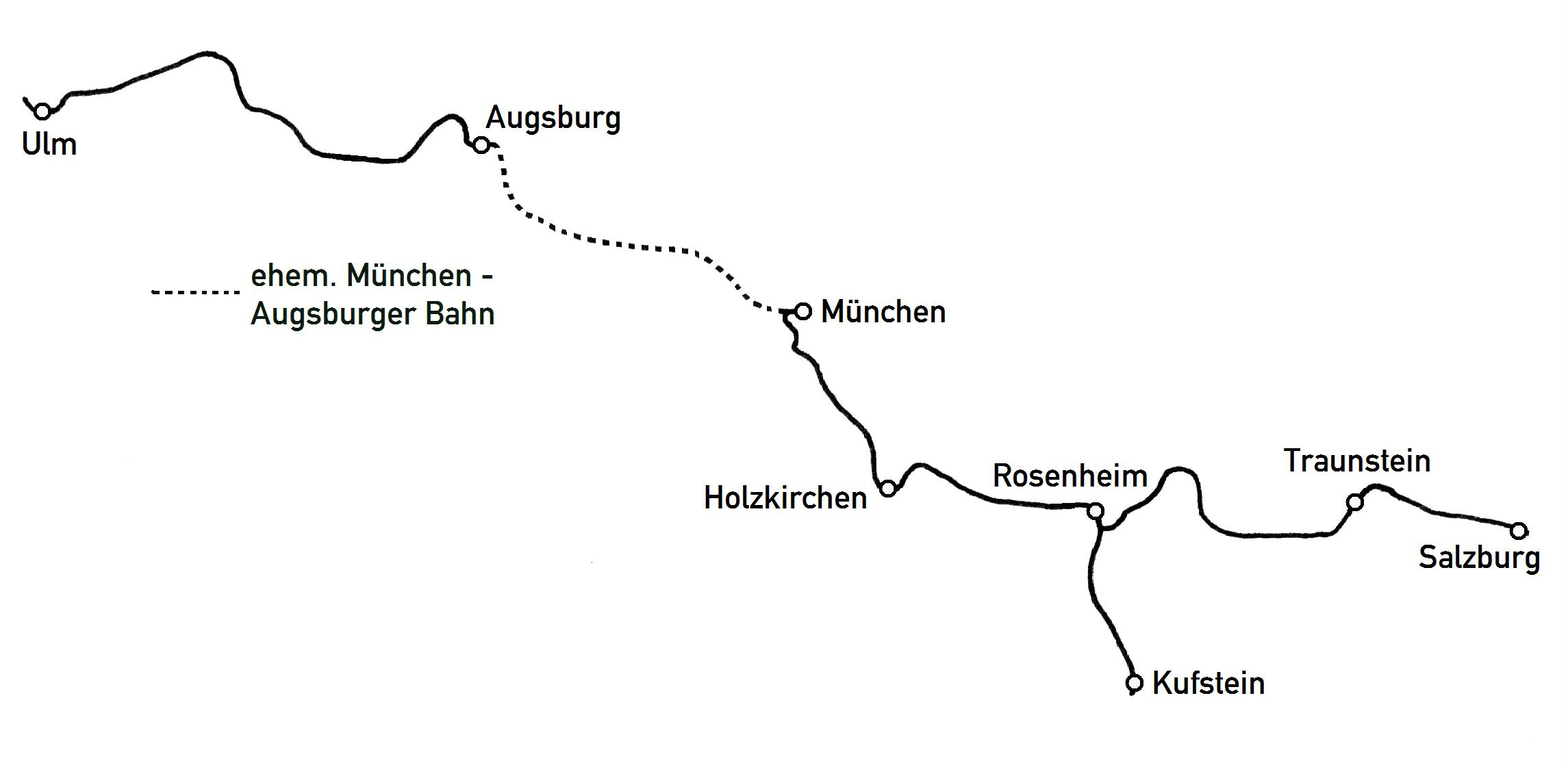
Linienverlauf der Bayerischen Maximiliansbahn

1838 begannen nochmals Verhandlungen mit Österreich. Es war geplant von Salzburg einen Anschluss an die geplante Bahnverbindung von Wien nach Triest zu bauen. Österreich hatte an diesem Projekt aber wenig Interesse, deshalb geschah in den folgenden Jahren wenig. In Bayern war währenddessen eine große Wirtschaftskrise ausgebrochen und Ludwig I. sagte am 6. Januar 1842, dass vor der Fertigstellung der Ludwig-Süd-Nord-Bahn kein Bahnbau in Richtung Österreich möglich ist. Am 25. August 1843 konnte schließlich doch ein Antrag auf eine West-Ost-Bahn gestellt werden. Weitere Verhandlungen mit Österreich wurden am 22. Oktober 1844 von Ludwig I. genehmigt. Friedrich August von Pauli, der Vorstand der königlichen Eisenbahnbaukommission, reiste nach Wien, um dort weitere Verhandlungen zu führen. Österreich hatte nur beschränkte Mittel für den Bahnbau. Am 10. September 1848 stellte Joseph Anton Ritter von Maffei einen Antrag, dass die Planung, der Bau und der Betrieb von einer privaten Gesellschaft durchgeführt werden sollte, von Maffei musste daraufhin einen Plan vorlegen. Im Frühjahr 1849 wurde folgende Verbindung ermittelt: München–Glonn–Bad Aibling–Rosenheim–Prien am Chiemsee–Bernau am Chiemsee–Bergen–Freilassing–Salzburg.

### München-Rosenheim-Salzburger-Eisenbahn-Verein
Im August 1849 wurde der Plan zur Gründung des München-Rosenheim-Salzburger-Eisenbahn-Verein vorgelegt. Die Gesamtkosten sollten elf Millionen Gulden sein. Die Kosten sollten durch 60.000 Vereinsmitglieder finanziert werden. Der Verein wurde am 9. März 1850 genehmigt. Den Streckenverlauf sollten aber die Behörden planen, damit es keinen Streit um den Trassenverlauf gibt. Die neue Streckenführung verläuft nun statt über Glonn über Holzkirchen und das Mangfalltal, um die Miesbacher Kohlevorkommen besser anzubinden. Am 21. Juni 1851 beschlossen Bayern und Österreich einen Staatsvertrag. Dieser verpflichtete Bayern, die Bahnstrecke München–Rosenheim–Kufstein/Salzburg bis zum 1. März 1858 fertigzustellen, Österreich wurde im Gegenzug verpflichtet, eine Bahnstrecke von Kufstein nach Innsbruck bis zum 1. März 1856 und eine Verbindungsstrecke von Salzburg an die Hauptbahn Wien–Triest (Salzburg–Bruck an der Mur) bis zum 1. März 1858 zu bauen. Da die Kosten der Bahnlinie Anfang 1852 immer weiter stiegen, musste die Regierung nun einen Teil der Kosten übernehmen. Der Staat gewährte dem Verein eine Zinsgarantie von zwei Prozent. Am Anfang des Jahres 1852 wurde es fraglich, ob der Verein das im Vertrag festgelegte Eröffnungsdatum überhaupt einhalten konnte. Deshalb forderte Staatsminister Ludwig Freiherr von der Pfordten ein Gesetz, dass die Bahnlinie weiter auf Staatskosten gebaut und Staatsbahn werden sollte. Am 7. Mai 1852 wurde schließlich beschlossen, auf Staatskosten weiterzubauen. Im Mai 1854 verkündete die Regierung von Österreich, dass sie den im Vertrag festgelegten Eröffnungstermin wegen Terrainschwierigkeiten auf der Bahnstrecke Salzburg–Bruck nicht einhalten könne. Bayern stellte daraufhin alle Bauarbeiten ein. Im Jahr 1854 war Österreich in einer Wirtschaftskrise, und weitere Verhandlungen für einen neuen Vertrag waren deshalb schwierig. Das Geld für den Bau der Bahnstrecke wurde währenddessen für andere Zwecke verwendet. Erst am 21. April 1856 konnte ein neuer Vertrag abgeschlossen werden. Die Bauzeit für die Bahnstrecke Salzburg–Bruck an der Mur wurde um fünf Jahre verlängert. Es wurde nun mit Baukosten der Bahnstrecke Rosenheim–Salzburg von 9.412.985 Gulden gerechnet.

### Bau der Strecke
Am 1. September 1851 begannen die Bauarbeiten an der Großhessloher Brücke bei München. Währenddessen wurden auf den anderen Streckenabschnitten die nötigen Grundstücke erworben. 1852 erfolgte die Übernahme der Bauarbeiten von der Königlichen Eisenbahnbaukommission, verantwortlicher Vorstand war Friedrich August Pauli. Eduard Rüber war Architekt der Bahnlinie und Johann Georg Beuschel der Oberingenieur. Zwischen München und Salzburg wurden neun Königliche Eisenbahnbausektionen gegründet. Sie organisierten und führten die Bauarbeiten durch. 1852 wurden die Königlichen Eisenbahnbaukommissionen Rosenheim und Traunstein eröffnet, im Jahr 1853 folgten die Königlichen Eisenbahnbaukommissionen Prien am Chiemsee und Freilassing. Die Bahnlinie bestand insgesamt aus 26 Baulosen. Im Mai 1854 wurden alle Bauarbeiten, außer zwischen München und Großhesselohe, eingestellt. Daraufhin wurde die Bahnstrecke München–Großhesselohe am 24. Juni 1854 in Betrieb genommen. Erst nach dem 21. April 1856, nach dem Abschluss des neuen Staatsvertrages, wurden die Bauarbeiten wieder aufgenommen. Am 31. Oktober 1856 wurde die Bahnstrecke Großhesselohe–Rosenheim eröffnet.
Die Bauarbeiten auf der Strecke Rosenheim–Kufstein wurden erst Anfang 1858 fortgesetzt, da in der Zwischenzeit die Baugeräte zur rechtzeitigen Fertigstellung einer anderen Bahnstrecke benötigt wurden. Die Eröffnung der Bahnstrecke Rosenheim–Kufstein erfolgte am 5. August 1858.

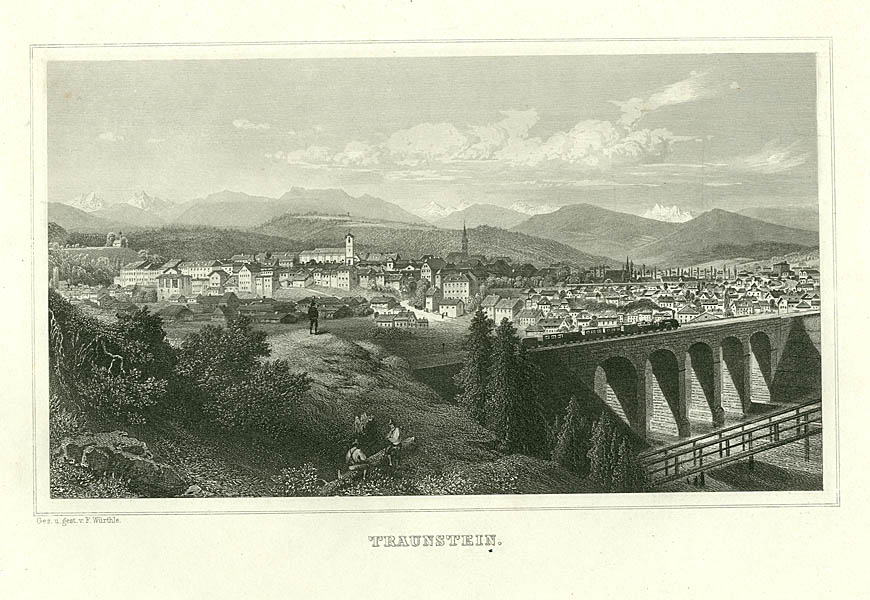
Traunstein: Ansichtskarte mit Eisenbahnbrücke

An der Strecke nach Salzburg wurden weitere Königliche Eisenbahnbaukommissionen in Grabenstätt und Teisendorf eröffnet. Die Bauarbeiten im Bereich des Chiemsees und des Simssees schritten nur langsam voran. Da die Bahndämme immer wieder zusammenrutschten, mussten die Dämme schließlich mit Holzgerüsten gestützt werden. Außerdem wurde während der Bauarbeiten bei Vachendorf eine römische Siedlung entdeckt. Am 26. April 1860 wurde auf dem Abschnitt Rosenheim–Traunstein zum ersten Mal probegefahren. Am 7. Mai 1860 wurde dieser Abschnitt dann in Betrieb genommen. Zwischen Traunstein und Salzburg fand die Probefahrt am 16. Juli 1860 statt, die Eröffnung am 1. August 1860. Am 12. August 1860 wurde die gesamte Bahnstrecke unter Anwesenheit von König Maximilian II. und dem Kaiser Franz Joseph feierlich eröffnet. Die Feierlichkeiten dauerten drei Tage an.
Die Baukosten betrugen insgesamt 10.204.649 Gulden, davon 8.073.432 Gulden für den Bahndamm und den Oberbau, 568.301 Gulden für die Bahnhofsbauten und 522.642 Gulden für die Aufsicht und die Verwaltung. Dies waren in Bayern durchschnittlich hohe Kosten.

### Verkehrsentwicklung in der Länderbahnzeit

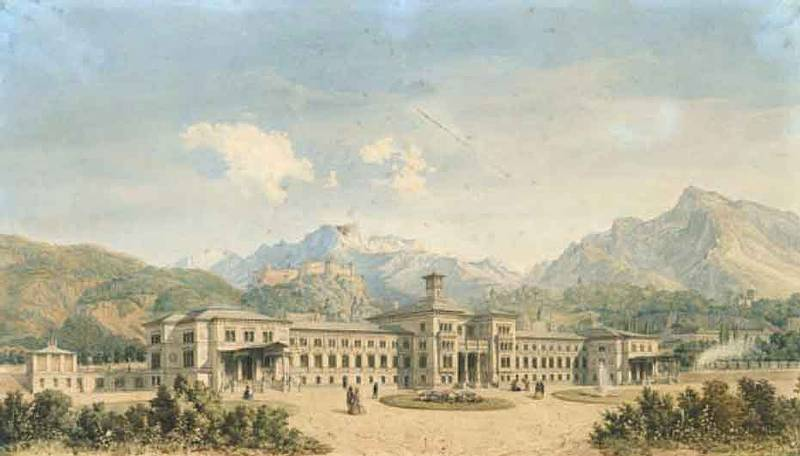
Salzburger Hauptbahnhof um 1870

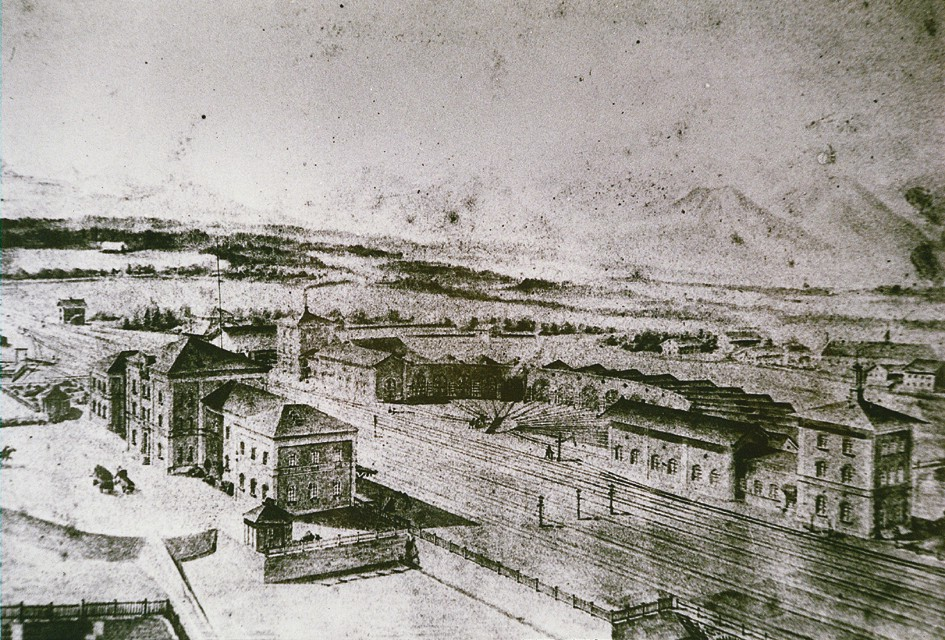
Alter Rosenheimer Bahnhof mit Bahnbetriebswerk

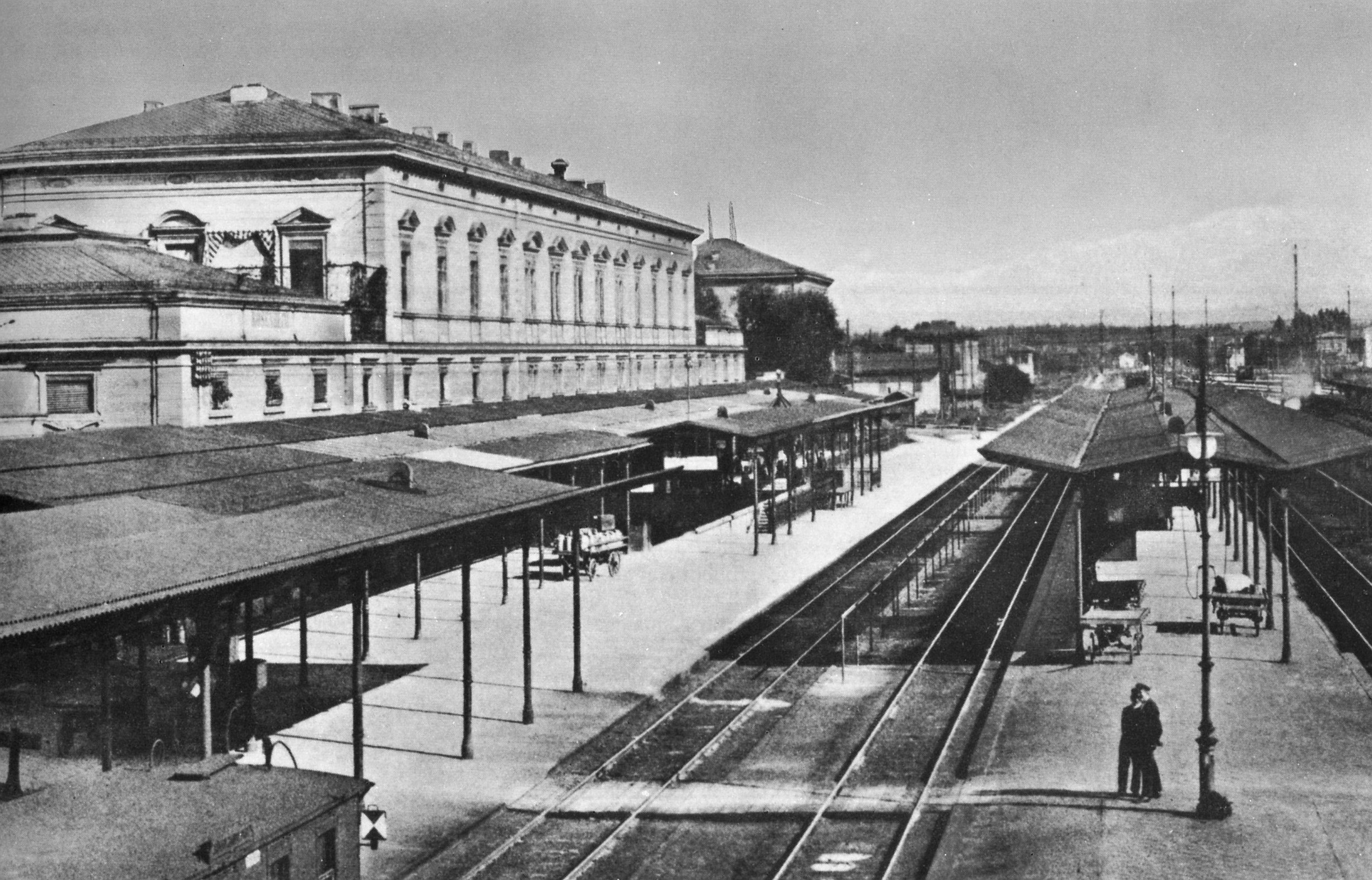
Neuer Bahnhof Rosenheim im Jahr 1905

Im Jahr 1866 entstand von Freilassing aus eine Lokalbahn in Richtung Bad Reichenhall. Am 1. Juni 1871 wurde die Bahnstrecke München–Mühldorf–Linz in Betrieb genommen. Ursprünglich sollte ein Großteil der Fernzüge in Richtung Wien nun über Mühldorf geführt werden, da diese Verbindung kürzer war. Letztendlich kam es jedoch nicht dazu. Am 15. März 1871 wurde die Bahnstrecke München–Rosenheim über Grafing eröffnet. Diese war eine topografisch günstigere Strecke, weshalb der Einsatz von Schublokomotiven nicht mehr benötigt wurde. Da das Verkehrsaufkommen im Bahnhof Rosenheim immer größer wurde, wurde der Bahnhof verlegt. Der neue Bahnhof ging am 19. April 1876 in Betrieb.
In den 1880er Jahren gab es einen großen Aufschwung im Güter- und Personenverkehr. Um Güter und Personen weiterhin mit der Bahn befördern zu können, wurde beschlossen, die Hauptbahnen des Bayerischen Eisenbahnnetzes zweigleisig auszubauen. Die Bahnlinie wurde 1890 schon von 26 Zugpaaren, davon von sechs Schnellzugpaaren, bedient. So wurde am 29. Dezember 1891 ein Gesetz beschlossen, das den zweigleisigen Ausbau der Bahnstrecken München–Grafing–Rosenheim–Landesgrenze bei Freilassing und Rosenheim–Landesgrenze bei Kufstein festlegte. Dabei wurde mit dem Steigen des Verkehrsaufkommens auch in den nächsten Jahren gerechnet. Die Bahnstrecke Rosenheim–Freilassing bestand aus neun Baulosen. 1893 begannen die Bauarbeiten zwischen Rosenheim und Stephanskirchen, 1894 wurde auf der gesamten Strecke gebaut.
Das zweite Streckengleis ging zwischen Rosenheim und Endorf am 1. August 1894 in Betrieb. Der zweigleisige Betrieb wurde zwischen Endorf und Prien zum Jahreswechsel zwischen den Jahren 1894 und 1895 in Betrieb genommen. Am 1. Oktober 1895 folgte die Inbetriebnahme des zweiten Streckengleises zwischen Prien und Traunstein, am 29. November zwischen Traunstein und Freilassing. Erst 1889, wegen schwierigen Verhältnissen bei Salzburg, konnte das zweite Streckengleis zwischen Freilassing und Salzburg in Betrieb genommen werden. Der Ausbau zwischen Rosenheim und der Landesgrenze bei Freilassing kostete insgesamt 4.115.500 Mark. 1892 wurde mit den Bauarbeiten der Zentralisierung der Bahnhöfe Prien am Chiemsee, Bad Endorf, Übersee, Bergen und Lauter begonnen. Die Streckenhöchstgeschwindigkeiten lagen im Durchschnitt bei 90 km/h. In der Folgezeit konnte die Anzahl der Züge durch den zweigleisigen Ausbau weiter erhöht werden, sodass die Strecke 1900 schon von 38 Zügen pro Richtung bedient wurde. Seit 1897 verkehrte der Orient-Express über die Bahnstrecke Rosenheim–Salzburg, nachdem dieser zuvor über Mühldorf und Simbach fuhr.

### Erster Weltkrieg und Elektrifizierung
Im Ersten Weltkrieg wurde der planmäßige Personenverkehr stark eingeschränkt, sodass seit Beginn des Ersten Weltkrieges nur noch vier Personenzugpaare pro Richtung verkehrten. Die Strecke stellte jedoch für das Militär eine wichtige Verbindung nach Österreich und in Richtung Balkan dar, sodass die Bahnstrecke eine Magistrale im Militärverkehr darstellte.
Im Jahr 1921 begannen die Planungen für die Elektrifizierung der Bahnlinien Holzkirchen–Rosenheim, Rosenheim–Kufstein und Rosenheim–Freilassing. Als die Planungen 1923 abgeschlossen waren, hatte die Deutsche Reichsbahn aber keine finanziellen Mittel zur Realisierung der Elektrifizierung. Als 1924 die Deutsche Reichsbahn-Gesellschaft gegründet wurde, stand die Elektrifizierung der Hauptbahnen im Vordergrund. Deshalb wurde nun die Elektrifizierung der Bahnstrecken München–Grafing–Rosenheim, Rosenheim–Kufstein und Rosenheim–Salzburg geplant. Am 12. April 1927 wurde die Elektrifizierung zwischen München und Rosenheim, am 15. Juli 1927 zwischen Rosenheim und Kufstein fertiggestellt. Erst im August 1927 wurden die Elektrifizierungsarbeiten zwischen Rosenheim und Freilassing aufgenommen. Am 21. März 1928 wurde die Oberleitung zwischen Rosenheim und Traunstein in Betrieb genommen. Am 19. April 1928 wurde die Oberleitung auf dem Abschnitt Traunstein–Freilassing eröffnet. Der benötigte Strom wurde teilweise aus dem Walchenseekraftwerk bezogen. In Rosenheim entstand am 5. März 1928 ein Unterwerk, dieses war über eine 110-kV-Bahnstromfernleitung an das Walchenseekraftwerk angeschlossen. In Traunstein baute man ein Unterwerk, dieses wurde über eine weitere Bahnstromfernleitung mit dem Unterwerk Rosenheim verbunden.

### Zweiter Weltkrieg und Wiederaufbau

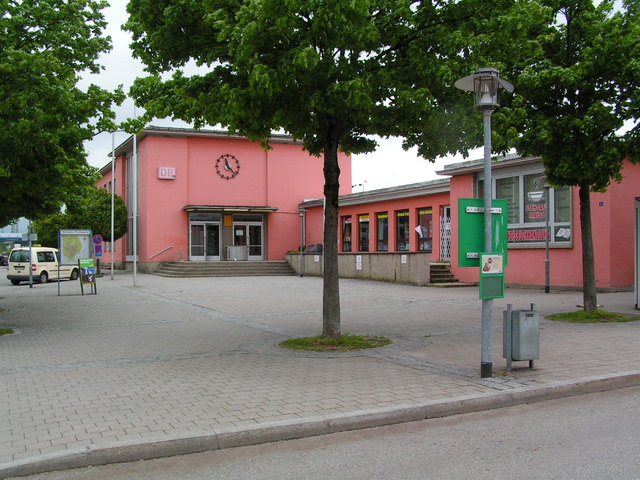
Das nach dem Krieg neugebaute Bahnhofsgebäude von Freilassing

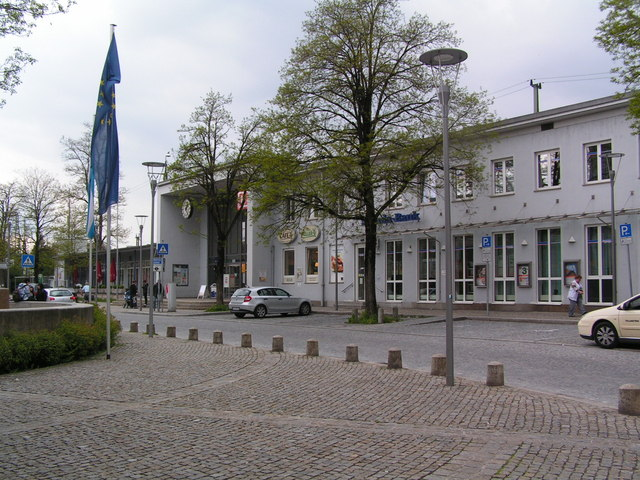
Auch das Bahnhofsgebäude von Traunstein wurde neu erbaut

Im Zweiten Weltkrieg wurde der Zugverkehr wieder stark eingeschränkt, die Bahnstrecke wurde hauptsächlich von Militärzügen genutzt. Zwischen dem 16. Oktober 1944 und dem 1. Mai 1945 wurde Salzburg Ziel zahlreicher Bombenangriffe. Dabei wurde auch der Bahnhof zerstört. Vom 18. bis zum 20. April 1945 wurde der Bahnhof Rosenheim durch zahlreiche Bomben zerstört, ein Betrieb im Bahnhof war danach nicht mehr möglich. In Traunstein starben bei Angriffen zwischen dem 18. und dem 25. April 100 Menschen, das Bahnhofsareal wurde fast ganz zerstört. Weitere 70 Personen starben am 25. April 1945 bei Luftangriffen auf den Bahnhof Freilassing, das Bahnhofsgebäude und einige angrenzende Wohnhäuser wurden durch die Angriffe zerstört. Traunstein wurde am 2. Mai 1945 von einem Zug mit jüdischen Häftlingen durchfahren, in einem Waldgebiet wurden die Juden dann erschossen. In den folgenden Tagen wurde die Sprengung zahlreicher Brücken um Traunstein vorbereitet. Die Sprengung konnte nur durch die kampflose Übergabe der Stadt Traunstein verhindert werden. Auf der Saalachbrücke wurde am 4. Mai 1945 die kampflose Übergabe der Stadt Salzburg verhandelt. Nach dem Ende des Krieges im Mai 1945 war die Strecke größtenteils nur eingleisig befahrbar. Im Bahnhof Rosenheim, auf dem Abschnitt Übersee–Traunstein–Lauter, im Bahnhof Teisendorf, im Bahnhof Freilassing und auf dem Abschnitt Freilassing–Salzburg war nur ein eingleisiger Betrieb möglich. Am 18. Mai 1945 konnten die ersten Züge für die US-Armee wieder fahren, die Strecke wurde eine wichtige Militärverbindung. Bis 1949 war die Strecke aber nur mit 85 km/h Höchstgeschwindigkeit befahrbar.
Die im Zweiten Weltkrieg durch Bombenangriffe zerstörten Empfangsgebäude in Rosenheim, Traunstein und Freilassing wurden in Traunstein und Freilassing durch Holzbaracken ersetzt, in Rosenheim blieb ein kleiner Teil des Gebäudes erhalten und wurde weiter mit neu aufgebauten Holzbaracken genutzt. Im Jahr 1952 wurde ein Bahnhofsgebäude in Traunstein fertiggestellt. In Rosenheim und Freilassing erfolgte die Eröffnung der Gebäude im Jahr 1954. Die Gebäude wurden alle im selben Stil gebaut und ähneln einander. Die Kriegsschäden an der Bahnstrecke konnten bis Mitte der 1950er Jahre beseitigt werden, sodass wieder ein normaler Betrieb möglich war.

### Modernisierung der Strecke bis heute
In den 1960er Jahren wurden die Stellwerkssysteme auf der gesamten Strecke umgebaut. Im Jahr 1963 wurde zwischen Freilassing und Salzburg ein Selbstblocksystem eingerichtet. Außerdem erhielten die Bahnhöfe Prien und Bad Endorf im Jahr 1963 Drucktastenstellwerke. Zwischen den beiden Bahnhöfen ging am 28. Juni 1964 ein Selbstblocksystem für 233.000 Deutsche Mark in Betrieb, dies machte die Besetzung des Bahnhofes Rimstings unnötig. Am 14. Juli 1969 und in den folgenden Tagen wurde das Spurplanstellwerk in Traunstein, das Selbstblocksystem zwischen Übersee und Traunstein und das Selbstblocksystem zwischen Traunstein und Teisendorf eröffnet. So konnten für 2.092.000 Deutsche Mark die Personale der Stationen Bergen (Oberbay) und Lauter (Oberbay) eingespart werden. Am 11. Dezember 1978 wurde ein Zentralblock zwischen Teisendorf und Freilassing und dort ein Spurplanstellwerk der Bauart SpDrS60 errichtet. Zwischen Prien am Chiemsee und Übersee ging am 1. Juli 1980 ein Selbstblocksystem in Betrieb. Zwischen Landl (Oberbay) und Rosenheim wurde das Selbstblocksystem mit der Eröffnung der Rosenheimer Kurve am 21. Januar 1982 in Betrieb genommen, zwischen Landl und Bad Endorf konnte das Selbstblocksystem erst am 26. November 1985 eröffnet werden. Der gesamte Ausbau zwischen Rosenheim und Bad Endorf kostete 4.700.000 Deutsche Mark.
Vom 19. bis zum 23. November 2003 ging das elektronische Stellwerk Rosenheim in Betrieb. Es steuerte außerdem die Bahnhöfe Bad Endorf und Prien am Chiemsee auf der Bahnstrecke Rosenheim–Salzburg, seit dem 2. März 2005 wird das elektronische Stellwerk von München aus gesteuert.

### Streckenausbau zwischen Freilassing und Salzburg
Zwischen Salzburg Hauptbahnhof und dem Grenzfluss Saalach erfolgten von 2005 bis 2013 umfangreiche Ausbauarbeiten. Die Eisenbahnbrücke über die Salzach wurde neu und mit drei Gleisen errichtet. Die beiden Bestandsgleise erhielten eine neue Gleislage und wurden um ein parallel verlaufendes drittes Gleis ergänzt, das die für den S-Bahn-Taktverkehr nötige Kapazität gewährleisten soll. Als erste der vier neuen S-Bahn-Haltestellen in diesem Abschnitt wurde Salzburg Taxham Europark im Juni 2006 eröffnet. Die S-Bahn-Haltestellen Salzburg Mülln-Altstadt und Salzburg Aiglhof gingen mit Dezember 2009 in Betrieb. Die S-Bahn-Haltestelle Liefering ging mit Dezember 2013 in den regulären Betrieb über.
Die Deutsche Bahn und das Bundesverkehrsministerium unterzeichneten im Februar 2013 eine Finanzierungsvereinbarung über den anschließenden dreigleisigen Ausbau der Strecke von der österreichisch/deutschen Grenze bis nach Freilassing, mit der zu errichtenden zweiten Saalachbrücke als größtem Einzelbauwerk. Für diesen Bauabschnitt waren 50 Millionen Euro, davon 8,5 Millionen EU-Fördermittel vorgesehen.
Mit Fahrplanwechsel per Dezember 2017 wurde das grenzüberschreitende 6,6 Kilometer lange dritte Gleis durchgehend in Betrieb genommen. Auf deutscher Seite wurde von 2012 bis 2017 gebaut. Die DB Netz AG hat im Verlauf des 1,6 Kilometer langen Streckenabschnitts von der österreichisch/deutschen Grenze bis nach Freilassing vier Brücken und im Bahnhof Freilassing einen neuen Bahnsteig für den S-Bahn-Betrieb errichtet. Die Projektkosten Drittes Gleis Freilassing – Staatsgrenze DE/AT ( – Salzburg) betrugen rund 60 Millionen Euro.
Der von der ÖBB-Infrastruktur errichtete Streckenabschnitt beträgt rund 5 Kilometer. In den Jahren 2005 bis 2013 wurde das dritte Gleis in Österreich bis zur geplanten Verbindungsstelle an der mit Deutschland zu errichtenden zweiten Saalachbrücke fertiggestellt. Während der Bauzeit wurden im österreichischen Streckenabschnitt vier neue S-Bahn-Stationen errichtet, die in den Jahren 2006, 2009 und 2013 in Betrieb genommen wurden. Die Baukosten inklusive des Lückenschlusses mit der Neubaustrecke auf österreichischer Seite betrugen 180 Millionen Euro.

### Generalsanierung 2027
Im September 2023 wurde eine Generalsanierung der Strecke Rosenheim–Salzburg für das Jahr 2027 angekündigt. Diese soll die Erneuerung der Gleise, Weichen und Oberleitung sowie den Ausbau der Bahnhöfe beinhalten.  Die Strecke soll dazu für mehrere Monate vollständig gesperrt werden.
Laut einer Information der DB vom August 2024 wurde das Vorhaben auf Anregung der Österreichischen Bundesbahnen und der Rete Ferroviaria Italiana vom 2. in das 1. Halbjahr 2027 vorgezogen. Aufgrund umfangreicher Baumaßnahmen, die 2027 auf der Brennerautobahn geplant seien, würden „die Bahnkapazitäten für Güter- und Personenverkehr zur Gänze gebraucht“.

## Streckenbeschreibung

### Verlauf

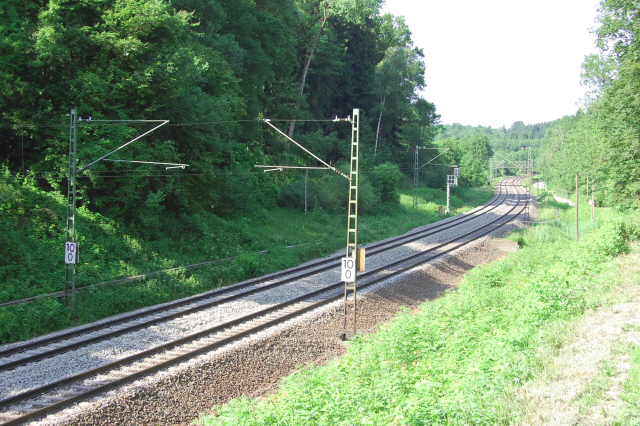
Bahnstrecke Rosenheim-Salzburg bei Inzenham

Nach Rosenheim überquert die Strecke in nordöstlicher Richtung den Inn und strebt am gegenüberliegenden Hang, der gleichzeitig eine Geländeterrasse zur Simsmündung darstellt, dem Nordrand der Simsniederung zu. Am ehemaligen Haltepunkt Landl – noch im Hangaufstieg – zweigt die vormalige Nebenbahnstrecke nach Frasdorf ab, die mittlerweile nur noch bis Rohrdorf besteht und lediglich Güterverkehr zum dortigen Zementwerk aufweist. Das nördliche Simsseeufer wird erreicht und die Strecke in starker Steigung an diesem entlanggeführt. Danach folgt in weitem Bogen der Bahnhof Bad Endorf, wo die Strecke nach Obing abzweigt, deren Betrieb 1996 von der Deutschen Bahn AG eingestellt wurde und die am 1. Juli 2006 als Museumsbahn wieder eröffnet wurde (Chiemgauer Lokalbahn). Die Senke der Antworter Achen südlich von Endorf wird hoch an deren Nordflanke genutzt, um einen mit Toteislöchern durchsetzten bewaldeten Ausläufer der Eggstätter Seenplatte in weitem Rechtsbogen zu passieren und schließlich ab dem früheren Bahnhof Rimsting die Abstiegsrampe zur Chiemseeniederung in Angriff zu nehmen. Im weiteren Verlauf hält die Linie westlich des Chiemsee-Ufers auf den Bahnhof Prien am Chiemsee zu. Die vom Bahnhof Prien am Chiemsee ausgehenden Strecken sind historisch durchgehend in Betrieb: Einerseits die schmalspurige Chiemseebahn zum Hafen Prien-Stock, andererseits die Chiemgaubahn (KBS 952) nach Aschau im Chiemgau. Die Hauptbahn umrundet den Chiemsee nunmehr südlich weit im flachen, bereits trockengefallenen ehemaligen Seegrund geradlinig über Bernau nach Osten weiter. Vom folgenden Bahnhof Übersee führte früher eine Strecke nach Marquartstein. Nach Übersee wird die Tiroler Ache überquert, es folgt eine Steigung von 1:100 bis zur Station Bergen wieder ins hügelige Alpenvorland hinein. Nach Bergen senkt sich die Linie bis Traunstein ins Trauntal über flache Seitengräben hinein.

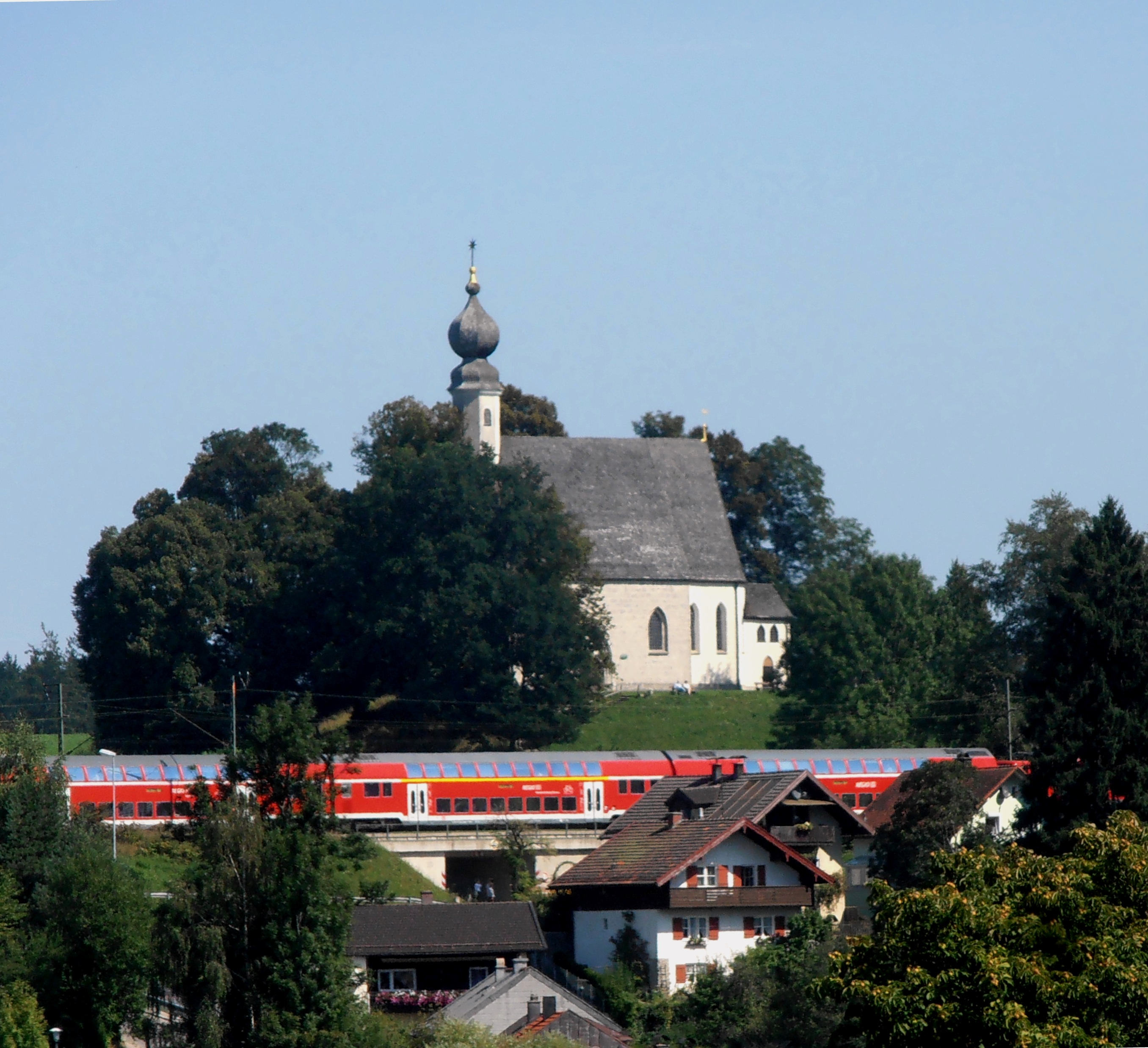
„Ettendorfer Kircherl“

Im Bahnhof Traunstein treffen mehrere Strecken auf die KBS 951. Es handelt sich um die KBS 953 (Traunstein–Ruhpolding) und 947 (Mühldorf–Garching–Traunstein, Traun-Alz-Bahn). Östlich von Traunstein geht die Nebenbahn nach Waging (KBS 959) ab. Im Stadtgebiet Traunstein verläuft die Bahnlinie über eine Brücke über die Traun, kurz darauf sieht man links das gleich neben der Bahnlinie liegende „Ettendorfer Kircherl“. Dann strebt die Trasse ostwärts im nördlichen Hinterland des eingegrabenen Grundbachs und der ebenso deutlich vertieften Surtalschaft mit deutlichem Gefälle weiter. Über den Bahnhof des Marktes Teisendorf führt die Strecke weiter, nunmehr in zunehmend abflachendem Terrain, nach Freilassing ins weite Saalachtal.
Im Bahnhof Freilassing zweigen die Bahnstrecken nach Mühldorf und nach Bad Reichenhall ab. Am östlichen Stadtrand von Freilassing überquert die Strecke die Saalach und erreicht das Stadtgebiet von Salzburg. In Siezenheim befindet sich ein Güterbahnhof mit Anschlussgleisen zu einer großen Pressspanplattenfabrik, in ein Gewerbegebiet und zur Schwarzenbergkaserne. Danach führt die Bahn zwischen den Stadtteilen Taxham, Maxglan und Mülln im Süden sowie Lehen und Liefering im Norden über die Salzach zum Hauptbahnhof Salzburg.

### Betriebsstellen
Rosenheim ⊙

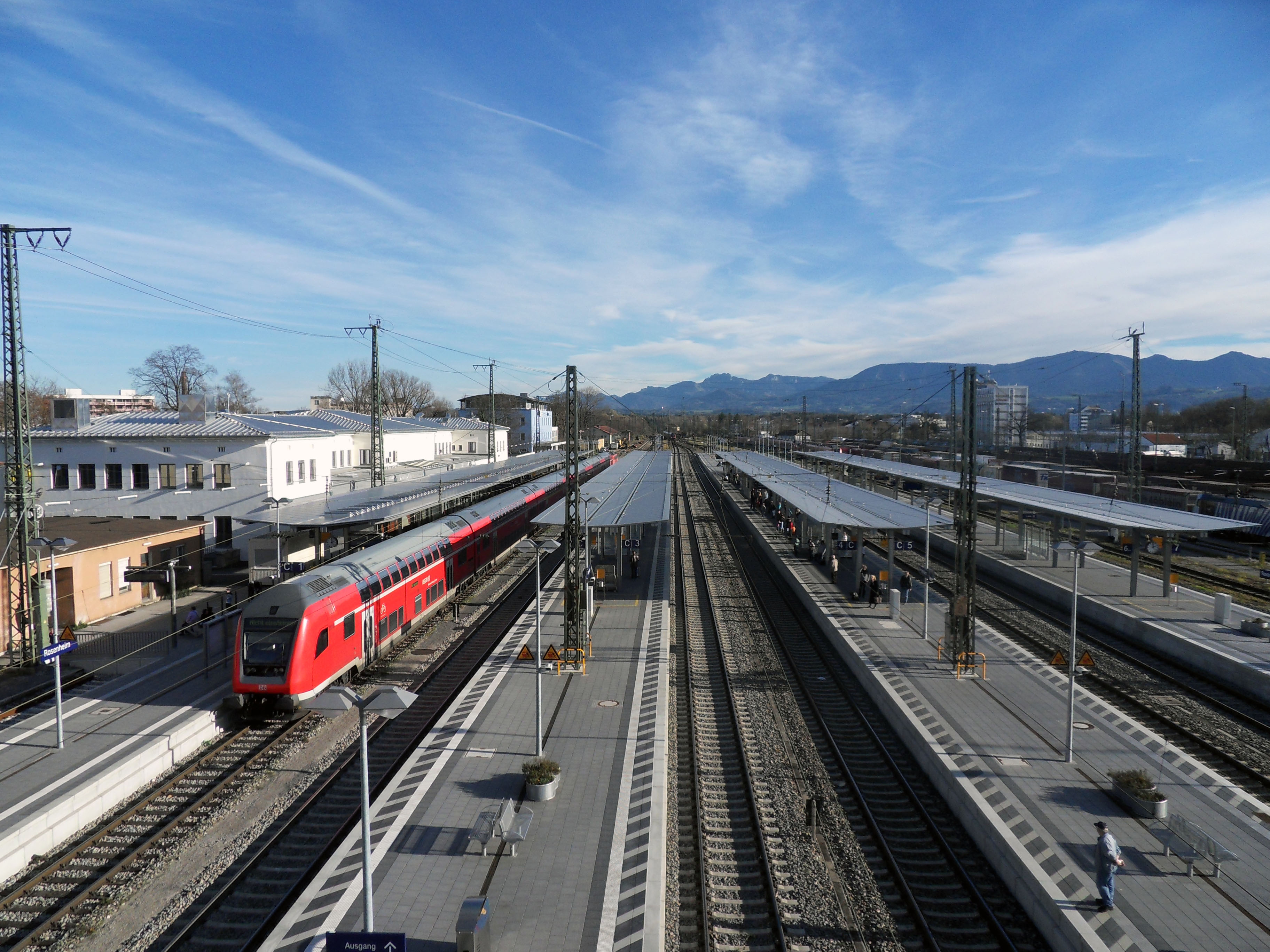
Gleisanlagen des Bahnhofs Rosenheim

Der Bahnhof Rosenheim wurde am 24. Oktober 1857 mit der Mangfalltalbahn in Betrieb genommen. Am 19. April 1876 wurde der alte Bahnhof aus Platzmangel stillgelegt und westlich des alten Bahnhofes eine neue Anlage eröffnet. Außerdem befand sich in Rosenheim ein für die Strecke bedeutendes Bahnbetriebswerk.
Mit ungefähr 20.000 Reisenden täglich war der Bahnhof im Jahr 2009 der siebtgrößte Bahnhof Bayerns. Er wird täglich von etwa 150 Regional- und Fernverkehrszügen bedient.
Landl (Oberbay) Abzw ⊙
Die Königlich Bayerischen Staatseisenbahnen richteten die Abzweigstelle Landl (Oberbay) am 27. Januar 1913 als Blockstelle ein. Am 9. Mai 1914 wurde die Abzweigstelle zu einem Halt der Nebenbahn von Rosenheim nach Frasdorf. Der Bahnhof verfügte über zwei Gleisanschlüsse und ein Bahnhofsgebäude, in welchem sich das mechanische Stellwerk befand. Im September 1970 bediente der letzte Personenzug den Bahnhof und die Bahnstrecke Rosenheim–Frasdorf. Daraufhin wurde der Bahnhof zu einer Abzweigstelle zurückgebaut. 1977 ersetzte das Spurplanstellwerk im Bahnhof Rosenheim das bisherige mechanische Stellwerk.
Stephanskirchen
Der Bahnhof wurde 1860 als Kreuzungsbahnhof an der erst eingleisig gebauten Bahnstrecke eröffnet. Für den Güterverkehr waren Laderampe, Ladestraße und ein Güterschuppen vorhanden. Der Reisezugverkehr wurde am 31. Mai 1981 aufgegeben, der Güterverkehr vier Jahre später am 25. November 1985.
Simssee
Der Haltepunkt Simssee (Lage) wurde 1934 in Betrieb genommen. Er diente hauptsächlich dem Ausflugsverkehr an den Simssee und wurde deshalb viele Jahre nur in der Sommersaison bedient. Am 28. August 1967 wurde die Station stillgelegt.
Simssee
Die Überleitstelle Simssee (Lage) nahe dem Ufer des Simssees auf Höhe des Dorfs Edling wurde im Jahr 2023 errichtet. Sie liegt mehr als einen Kilometer vom gleichnamigen ehemaligen Haltepunkt entfernt.
Krottenmühl
Am 15. Oktober 1895 entstand in Krottenmühl ein Haltepunkt für den Personenverkehr, der wenige Jahre später auch für den Güterverkehr genutzt wurde. Seit dem 5. Februar 1901 steuerte ein mechanisches Stellwerk die Weichen und Signale. Am 31. Mai 1981 wurde der Güter- und Personenverkehr eingestellt. Das Empfangsgebäude ist heute noch vorhanden.
Bad Endorf (Oberbay) ⊙
Der Bahnhof von Bad Endorf wurde 1860 eröffnet. Am 15. Oktober 1908 ging die Nebenbahn nach Obing in Betrieb, der Bahnhof wurde zum Trennungsbahnhof. 1986 wurde die Obinger Strecke für den Personenverkehr stillgelegt, 1996 auch für den Güterverkehr. 2006 wurde die Strecke nach Obing als Museumsbahn wiedereröffnet.
Rimsting ⊙

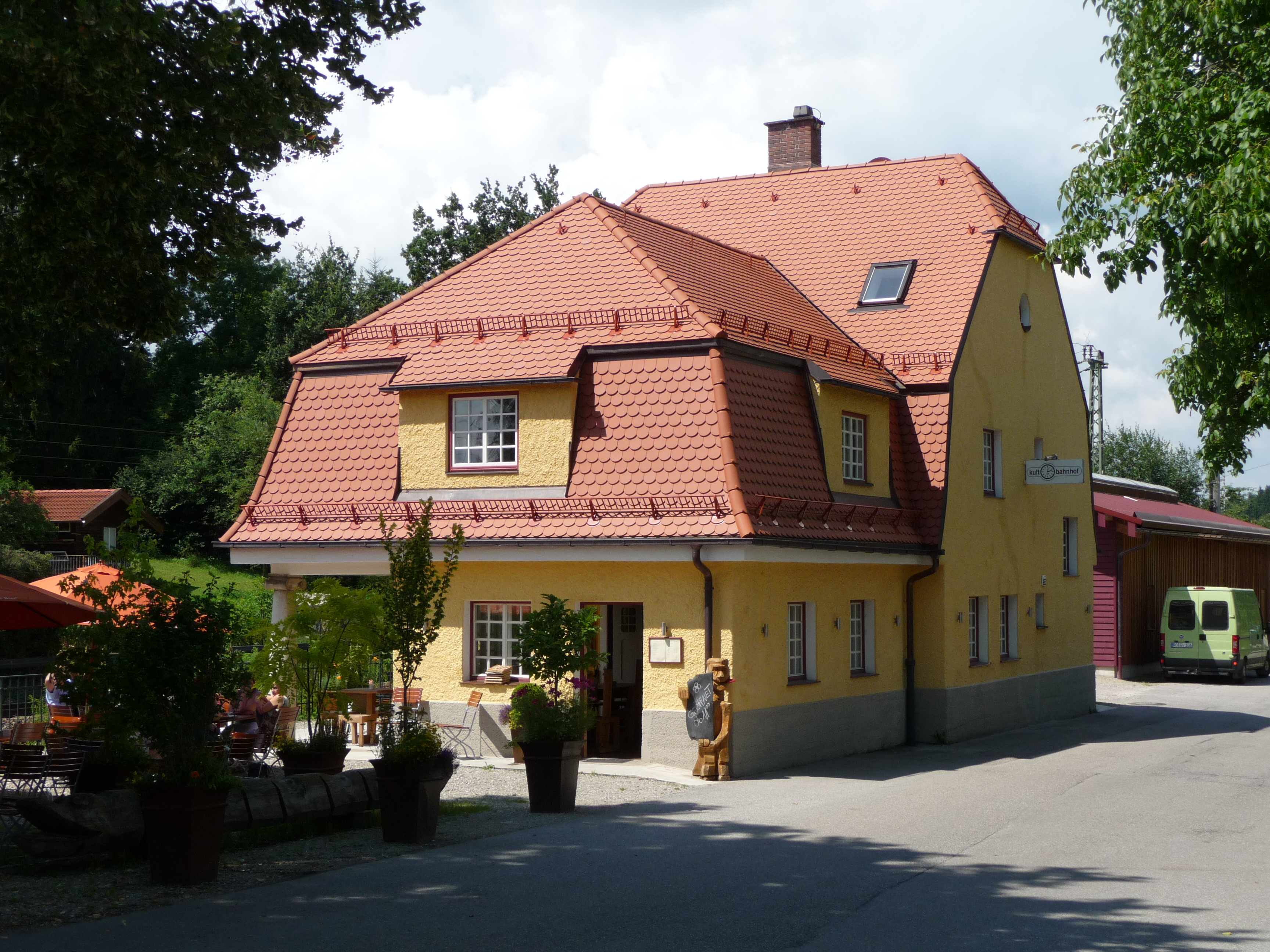
Bahnhofsgebäude von Rimsting

Im Jahr 1881 wurde der Haltepunkt Rimsting für den König Ludwig II., der die Baustelle des Schlosses Herrenchiemsee besuchte, in Betrieb genommen. 70 Jahre später, im Jahr 1981, wurde der Bahnhof für den Personenverkehr stillgelegt. Der Anschluss an den Güterverkehr blieb als Ausweichanschlussstelle erhalten. Heute befindet sich im denkmalgeschützten 1911 erbauten Empfangsgebäude eine Kulturbegegnungsstätte.
Prien a Chiemsee ⊙

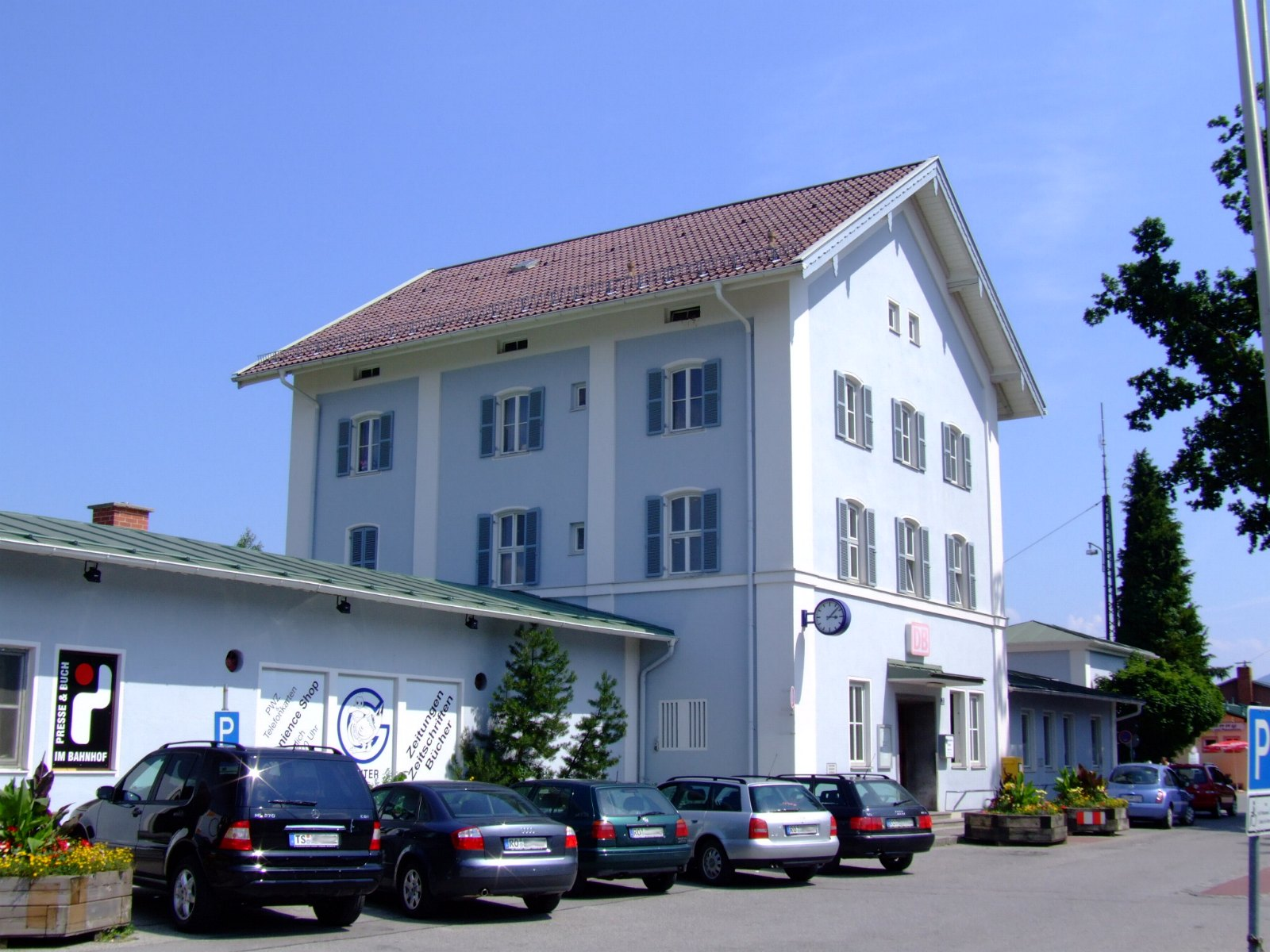
Bahnhofsgebäude von Prien am Chiemsee

Mit der Eröffnung der Strecke 1860 wurde der Bahnhof in Betrieb genommen. Hier zweigt die 1878 in Betrieb genommene Chiemgaubahn nach Aschau ab. Des Weiteren ist der Bahnhof seit 1887 Ausgangspunkt der Chiemseebahn nach Prien-Stock.
Bernau a Chiemsee ⊙
Der Bahnhof Bernau am Chiemsee wurde 1860 eröffnet. Der Bahnhof verfügte über zwei Bahnsteiggleise, zusätzlich war ein drittes und weitere Stumpfgleise für den Güterverkehr vorhanden. Der Bahnhof hatte ein zweistöckiges Empfangsgebäude, das 1875 durch zwei seitliche Vorbauten erweitert wurde. Im Juli 1904 wurde ein mechanisches Stellwerk eingerichtet. Anfang 1980 wurde der Bahnhof zu einem Haltepunkt zurückgebaut. Zehn Jahre später wurde der Güterverkehr aufgegeben. 2003 wurde das Bahnhofsgebäude renoviert.
Rottau ⊙

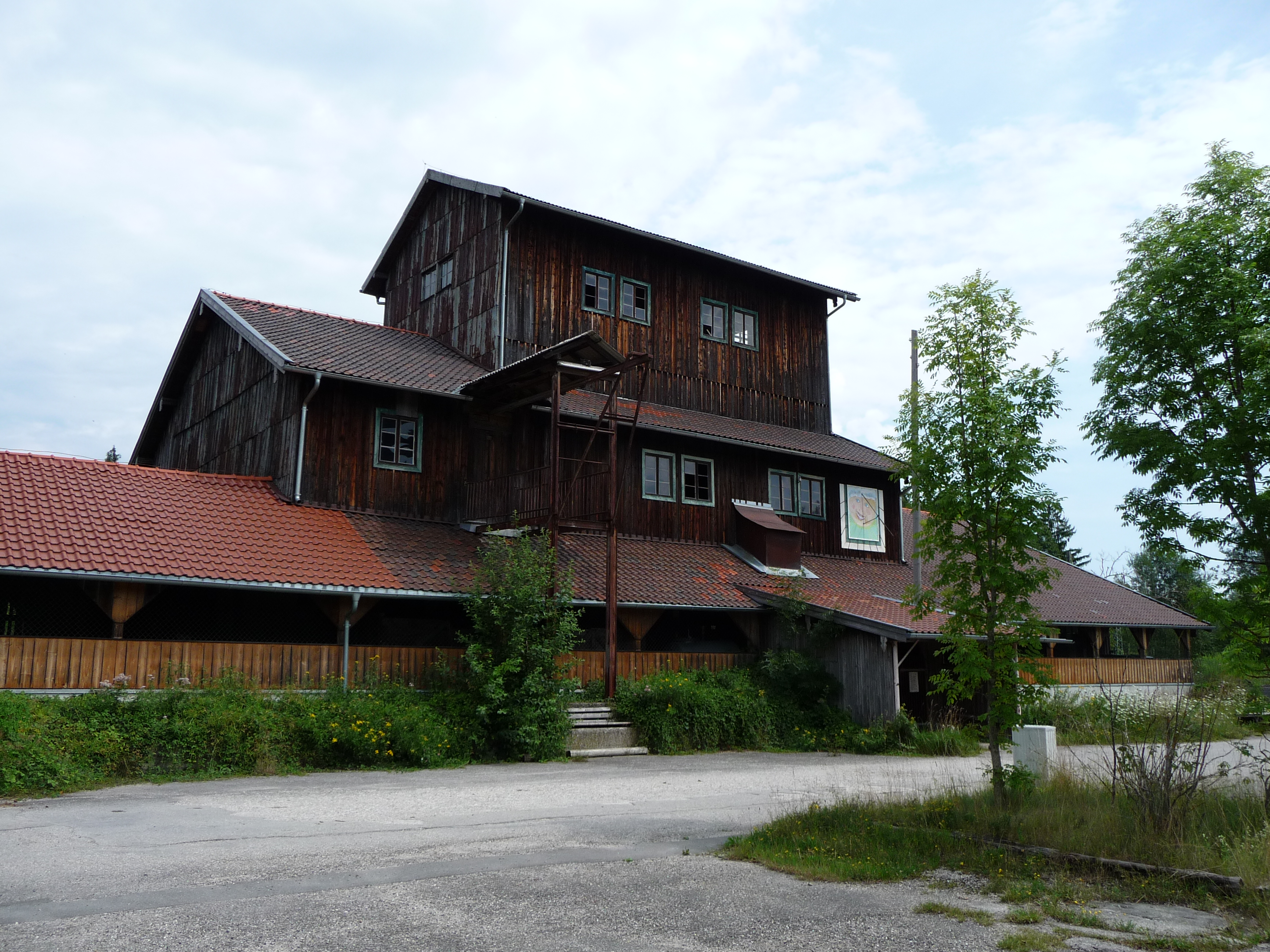
Torfbahnhof Rottau

Im Dezember 1920 wurde der Bahnhof Rottau in Betrieb genommen, der zum Verladen des Torfes der Torfbahn Rottau diente. Im Juni 1988 wurde der Torfbahnbetrieb eingestellt, der Bahnhof wurde zur Überleitstelle.
Übersee ⊙
Der Bahnhof Übersee wurde 1860 in Betrieb genommen. 1885 wurde der Bahnhof mit Eröffnung der Bahnstrecke Übersee–Marquartstein zum Trennungsbahnhof. 1992 ist der Bahnhof wieder ein Durchgangsbahnhof geworden, da die Strecke nach Marquartstein wieder stillgelegt wurde.
Bergen (Oberbay) ⊙

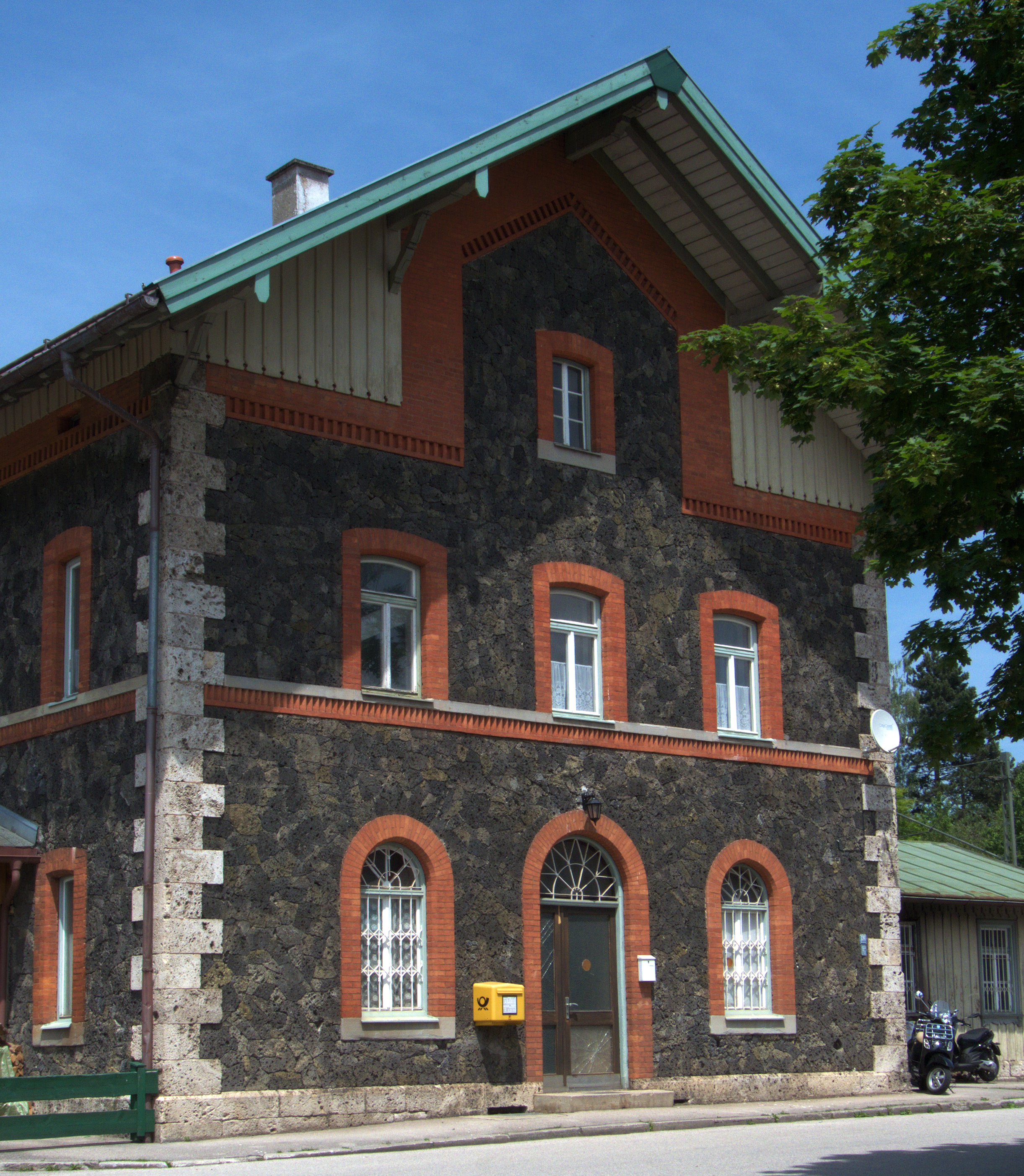
Denkmalgeschütztes Empfangsgebäude von Bergen (Oberbay)

Der Bahnhof Bergen wurden 1860 mit Eröffnung der Bahnstrecke in Betrieb genommen. Vor 1990 wurde der Bahnhof zu einem Haltepunkt zurückgebaut. Das Empfangsgebäude ist denkmalgeschützt.
Traunstein ⊙

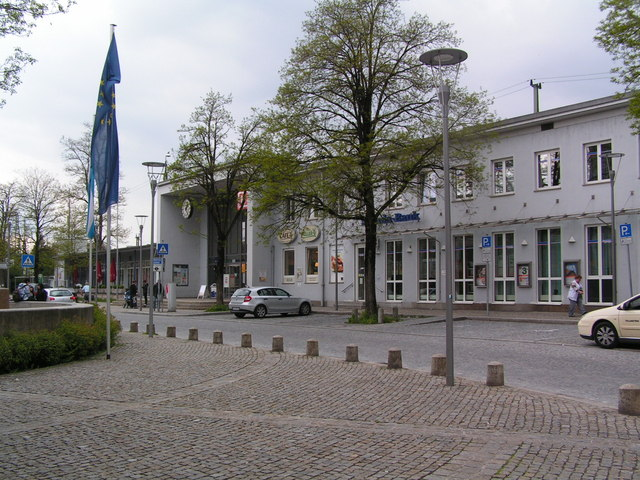
Bahnhof Traunstein

Der Bahnhof wurde am 7. Mai 1860 mit der Eröffnung der Bahnstrecke Rosenheim–Salzburg eröffnet. Er wurde in der Folgezeit zu einem Eisenbahnknoten. Heute sind Anschlussbahnen nach Ruhpolding, Waging und Trostberg / Traunreut vorhanden.
Lauter (Oberbay) ⊙
Der Bahnhof Lauter (Oberbay) wurde mit der Eröffnung der Bahnstrecke Rosenheim–Salzburg eröffnet. Es waren zwei Bahnsteiggleise sowie ein weiteres Stumpfgleis mit einer Laderampe und einem Güterschuppen vorhanden. 1982 wurde der Bahnhof für den Personenverkehr und 1990 für den Güterverkehr stillgelegt. Seitdem ist Lauter eine Überleitstelle.
Rückstetten
Die Blockstelle Rückstetten existierte seit März 1906, seit 1908 hielten in Rückstetten auch Personenzüge. Im Juli 1969 wurde die Blockstelle Rückstetten aufgelöst, am 23. Mai 1982 wurde der Haltepunkt Rückstetten stillgelegt.
2019 wurde der Bau einer mit 60 km/h befahrbaren Überleitstelle nahe dem ehemaligen Haltepunkt (km 64,5) ausgeschrieben. Im Spätsommer 2020 wurde sie in Betrieb genommen.
Teisendorf ⊙
Der Bahnhof Teisendorf wurde 1860 mit der Bahnstrecke in Betrieb genommen. Nach seiner Eröffnung hatte der Bahnhof ein erhöhtes Reisenden- und Güteraufkommen, da von Teisendorf eine Straße nach Bad Reichenhall und Berchtesgaden führte. Der Bahnhof verfügte über zwei Bahnsteiggleise und ein weiteres Gleis sowie mehrere Stumpfgleise für den Güterverkehr. Um 1900 wurde in Teisendorf ein mechanisches Stellwerk eingerichtet, dieses wurde 1978 durch ein Spurplanstellwerk ersetzt. Der Güterverkehr wurde in den 1990er Jahren bis auf einen Gleisanschluss zu einem Flüssiggaslager eingestellt. Das Empfangsgebäude ist seit 2008 im Besitz privater Investoren.
Straß
Der Überleitstelle Straß bei Straß wurde im Rahmen der Umsetzung der kleinen und mittleren Maßnahmen zur Kapazitätserweiterung errichtet und am 4. November 2024 in Betrieb genommen.
Niederstraß
Der Haltepunkt Niederstraß (Lage) wurde im Jahr 1895 am damaligen Bahnübergan östlich des Weilers Niederstraß eingerichtet und diente hauptsächlich der Verladung des Torfes aus der Umgebung. Hierfür entstand nach dem Ersten Weltkrieg eine eigene Torfbahn, die als Schmalspurbahn ausgeführt wurde. Teile davon werden als Museumsbahn durch die Freunde Ainringer Moos e. V. betrieben.
Am 1. Oktober 1978 wurde der Haltepunkt für den Personenverkehr stillgelegt. Seit April 1984 befindet sich das Gebäude in Privatbesitz, wurde umgebaut und ist für die Öffentlichkeit nicht mehr zugänglich. Im Mai 1990 wurde die Torfverladung eingestellt. Nach Verlegung der Bundesstraße B 304 am 26. Oktober 2015 wurde der Bahnübergang gesperrt und die Schranken abgebaut. Der Gleisanschluss für das ehemalige Torfwerk und das Lagerhaus wurden bereits vor der Einstellung des Torfabbaus abgebaut.
Freilassing ⊙

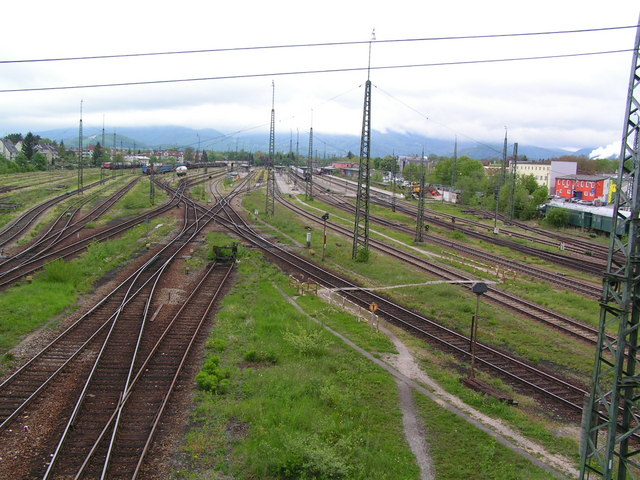
Bahnhofsgelände des Bahnhofs Freilassing

Der Bahnhof wurde mit der Eröffnung der Strecke im Jahr 1860 in Betrieb genommen und hat die Funktion eines deutschen Grenzbahnhofes. Im Jahr 1905 wurde im Bahnhof ein für die Strecke bedeutendes Bahnbetriebswerk eröffnet. Heute befindet sich im Bahnbetriebswerk die Lokwelt Freilassing. Außerdem ist er ein Halt der S-Bahn Salzburg.
Salzburg Liefering ⊙
Zur Zeit des Nationalsozialismus wurde der Bahnhof Liefering am 1. Juni 1943 ausschließlich für auf den Obersalzberg eingeladene Gäste in Betrieb genommen. Für den Personenverkehr wurde er nach dem Krieg nicht mehr genutzt. Er blieb aber als Güter- und Betriebsbahnhof erhalten. Im Zuge des Ausbaus der S-Bahn Salzburg wurde der Bahnhof im Dezember 2013 für den Personenverkehr reaktiviert.

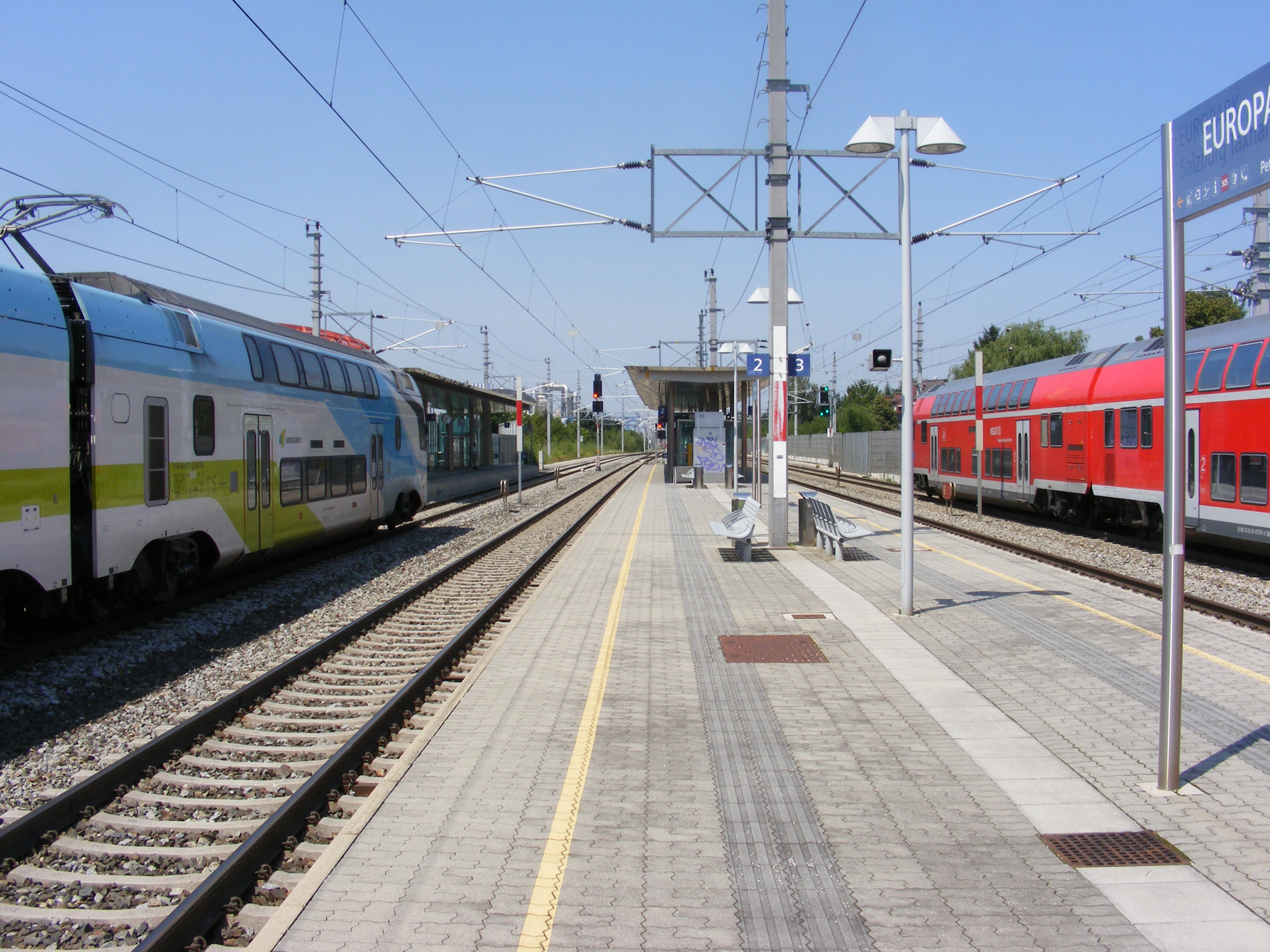
Bahnsteige des Bahnhofs Salzburg Taxham Europark

Salzburg Taxham Europark ⊙
Für den S-Bahnbetrieb zwischen Salzburg und Freilassing wurde der Streckenabschnitt ausgebaut und erhielt neue Stationen. Am 17. Juni 2006 wurde der Bahnhof Salzburg Taxham Europark in Betrieb genommen. Der Bahnhof besitzt drei Bahnsteiggleise und wird von S-Bahnen und einzelnen Regionalzügen bedient. Die Station wurde nach dem anliegenden Einkaufszentrum, das sich Europark nennt, benannt.
Salzburg Aiglhof ⊙
Die Haltestelle Salzburg Aiglhof wurde am 13. Dezember 2009 in Betrieb genommen. Sie dient überwiegend dem S-Bahn-Betrieb, wird aber auch von einigen Regionalzügen angefahren. Die Haltestelle ist nach der naheliegenden Siedlung Aiglhof benannt. Der Bau des barrierefreien Mittelbahnsteigs konnte nur durch Abriss der vorhandenen Gütergleise erfolgen. Der Bahnsteig ist auf über 70 Meter überdacht und besitzt beidseitig Aufgänge mit Treppen und Liften.
Salzburg Mülln-Altstadt ⊙

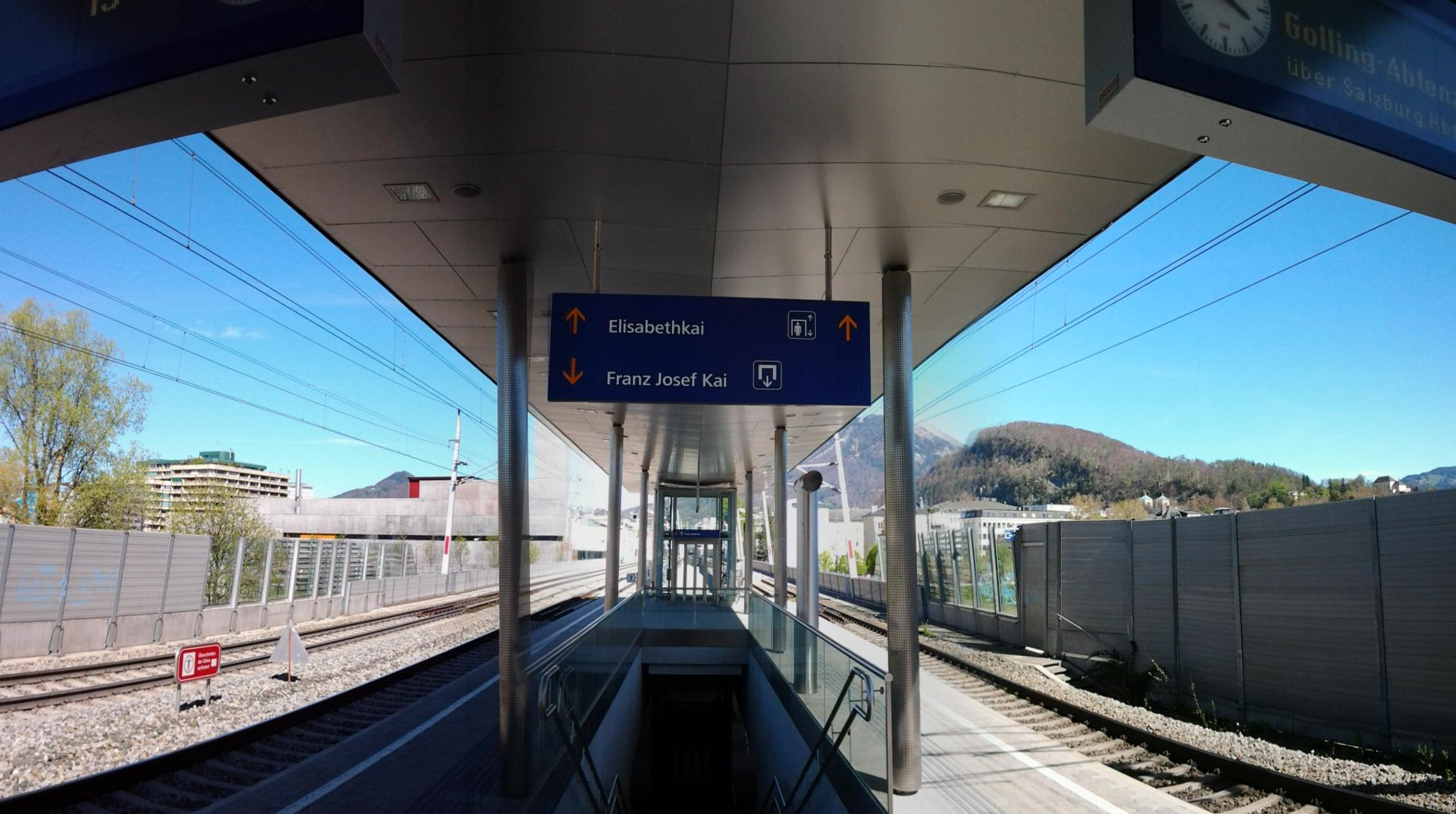
Bahnsteige des Haltepunktes Salzburg Mülln-Altstadt

Für den S-Bahn-Betrieb zwischen Freilassing und Salzburg wurde die Haltestelle am 13. Dezember 2009 eröffnet. Sie dient wie auch Salzburg Aiglhof überwiegend dem S-Bahn- und Regionalzugbetrieb. Die Haltestelle hat einen barrierefreien Mittelbahnsteig, an den zwei Ausgängen ist jeweils ein Lift vorhanden. Sie liegt direkt am Salzachufer und erschließt unter anderem den Salzburger Stadtteil Altstadt.
Salzburg Hbf ⊙

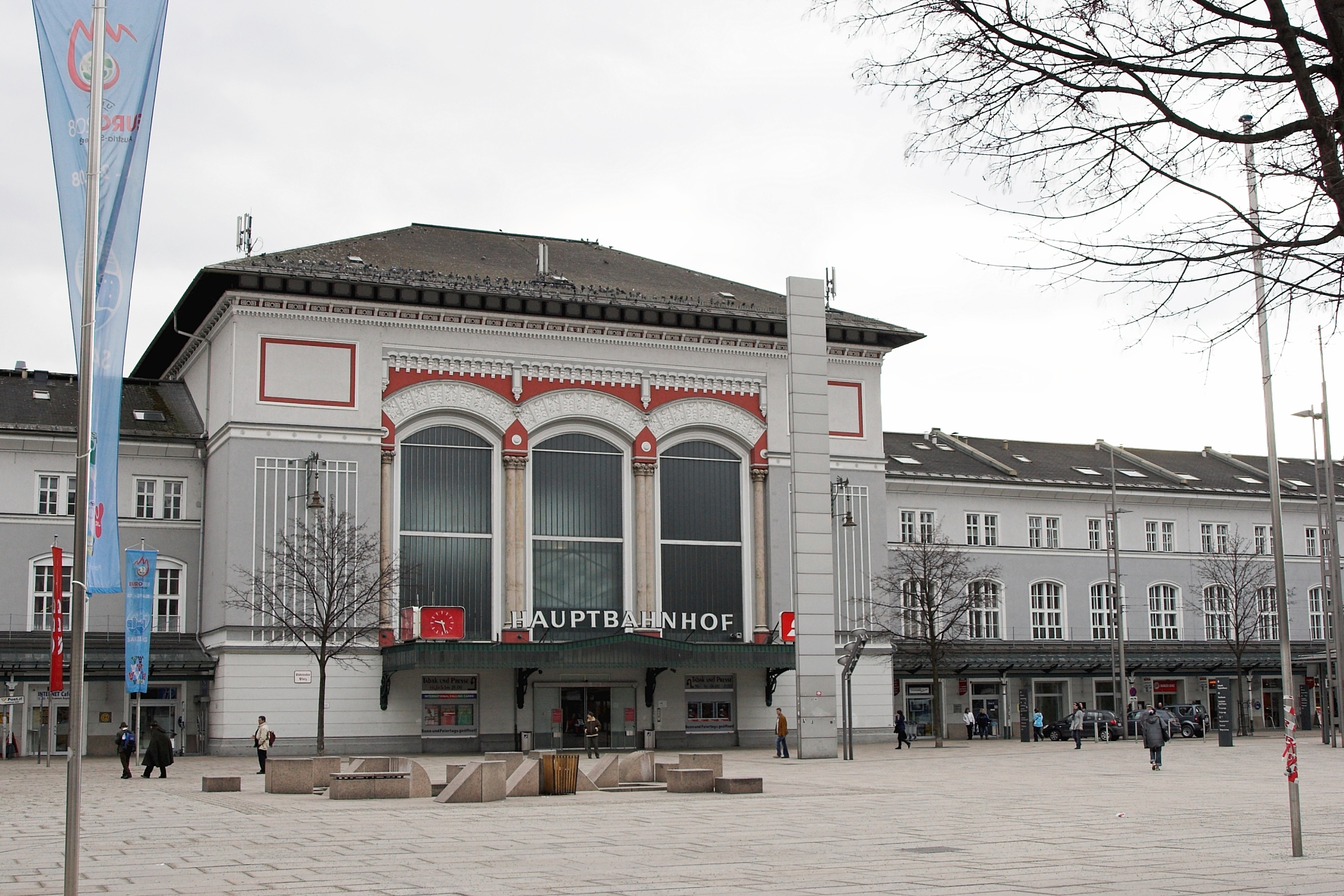
Denkmalgeschütztes Bahnhofsgebäude des Salzburger Hauptbahnhofes

Der Bahnhof ging 1860 gleichzeitig mit der Bahnstrecke Rosenheim–Salzburg und der Westbahn in Betrieb.
Der Salzburger Hauptbahnhof entwickelte sich zum internationalen Verkehrsknotenpunkt. Heute wird er von ungefähr 25.000 Reisenden täglich frequentiert.

### Kunstbauten
Viadukt bei Traunstein ⊙
Das Viadukt, das die Traun überquert, wurde anfangs nicht über dem Fluss gebaut. Als das Viadukt am 19. Juli 1859 feierlich eröffnet werden konnte, wurde das Flussbett der Traun unter die Brücke verlegt. Das Viadukt ist 105 Meter lang und besitzt fünf 30 Meter hohe Bogen. Die Brücke besteht aus Nagelfluh mit dekorierten Schlusssteinen. Beim Bau des Viaduktes verunglückten zehn Menschen.

## Verkehr

### Zugverkehr vor dem Zweiten Weltkrieg

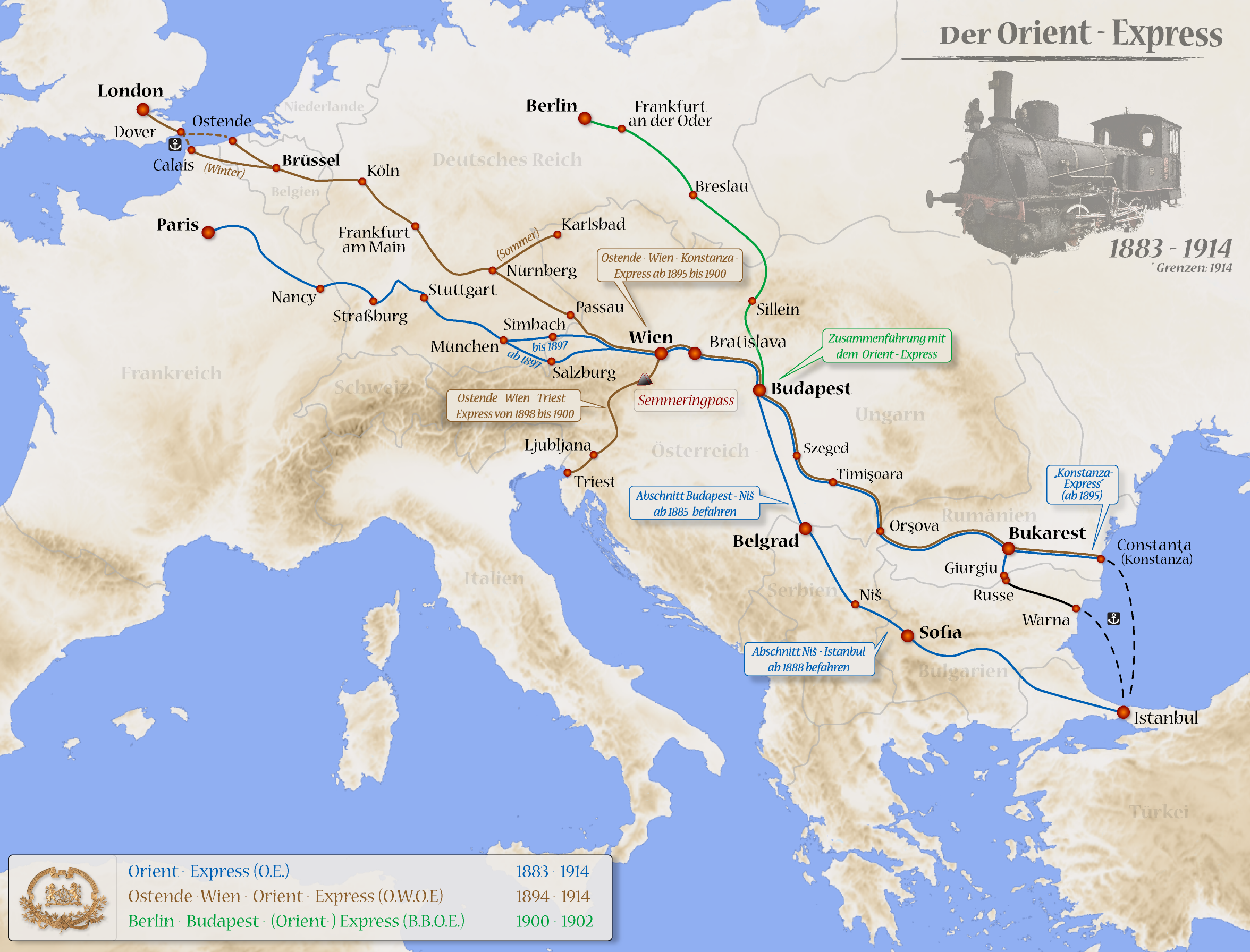
Karte vom Zuglauf des Orient-Express

Nach Eröffnung 1860 wurde die Bahnstrecke von jeweils zwei Nahverkehrszügen und Güterzügen mit Personenbeförderung bedient. Des Weiteren verkehrte täglich ein Schnellzug auf der Strecke. 1865 fuhren bereits ein Schnellzug sowie ein Courierzug. Es kam ein zusätzlicher Güterzug mit Personenbeförderung hinzu, dafür wurde einer der Nahverkehrszüge gestrichen. Bis 1869 wurde wieder ein weiteres Nahverkehrszugpaar eingeführt. Insgesamt fuhren auf der Strecke somit sechs Personenzüge. Zusätzlich kamen zwei Güterzugpaare hinzu. Die Eröffnung der Bahnstrecke München–Mühldorf–Linz hatte zur Folge, dass ein Schnellzugpaar nun über Mühldorf anstatt über Rosenheim und Salzburg geführt wurde. Auch einige Güterzüge wurden auf die neue Strecke verlegt. 1877 bedienten ein Schnellzugpaar, drei Nahverkehrszüge und zwei Güterzüge mit Personenbeförderung die Strecke. In den folgenden Jahren kamen weitere Züge hinzu. Seit dem 1. Mai 1897 verkehrte der Orient-Express auf der Bahnstrecke Rosenheim–Salzburg, zuvor war er über Mühldorf und Simbach gefahren. 1895 fuhren vier Schnellzugpaare, von denen eines in Freilassing nach Bad Reichenhall abbog. Weiter fuhren regelmäßig vier Güterzüge und sechs Personenzüge. Im Jahr 1900 befuhren 18 Zugpaare die Strecke, davon waren sechs Schnellzugpaare und sieben Nahverkehrszugpaare.
Vor Kriegsausbruch 1914 befuhren 13 Zugpaare täglich die Strecke. Nach dem Beginn des Ersten Weltkrieges am 1. August 1914 war der zivile Personenverkehr durch zahlreiche Militärzüge stark eingeschränkt. In den Kriegsjahren wurde als Ersatz für den eingestellten Orient-Express der Balkanzug eingeführt. Gegen Ende des Kriegs wurde der Verkehr immer weiter eingeschränkt, nur noch wenige Personen- und Güterzüge verblieben. In den Jahren nach 1918 wurden zahlreiche Schnellzüge wieder eingeführt, seit 1921 bediente beispielsweise der Orient-Express wieder die Strecke. 1927 bedienten elf Güterzüge die Strecke, davon waren zwei für den lokalen Stückgutverkehr vorgesehen. 1934 waren es acht Schnellzüge, die Ziele wie zum Beispiel Paris, Villach, Berchtesgaden oder Belgrad anfuhren. Zusätzlich gab es sieben Nahverkehrszüge, die auf der Gesamtstrecke verkehrten.
Am 22. August 1939, kurz vor dem Zweiten Weltkrieg, stellte die Deutsche Reichsbahn zahlreiche internationale Fernzüge ein. Auch der weitere zivile Personenverkehr wurde immer weiter eingeschränkt, die Strecke wurde von vielen Truppen- und Materialzügen genutzt. 1944 gab es auf der Strecke sechs Schnellzüge, davon waren drei Schnellzüge für Fronturlauber, und vier Personenzüge. Bei Kriegsende war der Bahnbetrieb nahezu eingestellt.

### Zugverkehr nach dem Zweiten Weltkrieg
Im Januar 1946 verkehrten jeweils drei Personenzüge Rosenheim–Freilassing und Freilassing–Salzburg. Zusätzlich gab es ein Zugpaar, welches von Traunstein nach Freilassing fuhr. Ein weiteres Schnellzugpaar bediente die Strecke. Weitere Militärzüge bedienten die Strecke. 1946 wurde der Orient-Express wieder eingeführt. In nächsten Jahren kamen weitere Züge hinzu, sodass 1950 ungefähr 15 Reisezugpaare, davon acht Personenzüge, die Strecke bedienten.
Seit Mitte des Jahres 1951 bedient der Tauern-Express die Strecke. 1953 folgte die Einführung des Austria-Express, welcher von Hoek van Holland nach Graz fuhr. Da die Kapazitäten vor allem in den Sommermonaten häufig nicht ausreichten, wurden einige weitere Fernzüge wie 1953 der Adria-Express von Großenbrode nach Venedig, Ancona und Split, 1954 der Kärnten-Express von Oostende nach Klagenfurt, 1955 der Jugoslawien-Express (ab 1958 Jugoslavia-Express) von Amsterdam nach Belgrad, sowie 1956 der Dalmatia-Express von Oostende nach Rijeka eingeführt. Außerdem ging 1954 der Fernschnellzug Mozart von Paris nach Wien in Betrieb. Seit 1958 existiert das Schnellzugpaar Wörthersee, welches erst von München und später von Frankfurt nach Klagenfurt fuhr.
1963 wurde der Hellas-Express von Dortmund nach Athen eingeführt. In der Folgezeit kamen weitere Zugpaare unter anderem für den Gastarbeiterverkehr hinzu. 1965 führte die Deutsche Bundesbahn den Istanbul-Express ein. Ab 1965 verkehrte der Schnellzug Königssee von Hamburg nach Berchtesgaden. Ab 1968 gab es die Schnellzüge Akropolis von München nach Athen und Opatija-Express von München nach Split. Im Sommer 1969 wurde die Strecke in das Trans-Europ-Express-Netz integriert, indem das TEE-Zugpaar „Blauer Enzian“ in den Sommermonaten nach Klagenfurt verlängert wurde. Im Sommer 1972 bedienten bereits circa 40 Zugpaare die Strecke. In diesem Jahr wurde der Mostar-Express von Stuttgart nach Ploče eingerichtet.
1972 befuhren fünf Eilzüge die Strecke. Bis 1976 wurde die Zahl der Personenzüge zwischen Traunstein und Freilassing auf drei reduziert. Im Gegenzug wurde die Zahl der Eilzugpaare bis 1979 auf sieben erhöht.
Ab Mitte der 1970er Jahre ging die Nachfrage im internationalen Eisenbahnverkehr zurück, da einerseits der Individualverkehr zunahm und andererseits die Aufnahme von Gastarbeitern gestoppt wurde. In der Folgezeit wurden die meisten Entlastungszüge eingestellt und Zugläufe zusammengefasst, einige Züge wurden auf die Sommermonate beschränkt. Zu einer Umgestaltung des Fahrplans kam es bei der Einführung des Intercity-Netzes. Auf der Bahnstrecke Rosenheim–Salzburg fuhren nun vier Intercity-Züge der IC-Linie 2, der TEE Blauer Enzian wurde zum Intercity. Ab 1987 wurde die Strecke auch von Eurocity-Zügen bedient, die internationalen Intercity-Züge wurden zu Eurocitys. Als 1983 die Zuggattung Fern-Express (FD) eingeführt wurde, wurden die Schnellzüge Königssee, Wörthersee, Mozart und Berchtesgadener Land zu FD-Zügen. Von 1985 bis 1987 bediente der Flügelzug des TEE Rheingold die Strecke.
Im Jahr 1988 wurde der Tauern-Express eingestellt. In der Folgezeit wurden weitere internationale Zugläufe in den Balkan eingestellt, sodass 1993 die letzten Züge in Richtung Istanbul und Athen fuhren. Im Jahr 1991 wurde der Taktverkehr eingeführt, seitdem wurde die Strecke im Stundentakt von Fernverkehrszügen bedient. Allerdings halten die Züge nur im Zweistundentakt an den meisten Zwischenstationen. Seit 2008 bedient der Railjet im Zweistundentakt die Strecke.
1991 wurden alle Eil- und Personenzüge durch einen stündlich verkehrenden Regional-Express, der als München-Salzburg-Express vermarktet wurde, ersetzt. Seit 2005 kamen neben n-Wagen auch Doppelstockwagen als Wagenmaterial zum Einsatz. Ab dem 15. Dezember 2013 übernahm die Bayerische Oberlandbahn unter dem Namen Meridian den Verkehr auf dem E-Netz Rosenheim, welches die Strecken München–Salzburg, München–Kufstein und München–Holzkirchen–Rosenheim umfasst. Es werden Neubaufahrzeugen des Typs Stadler Flirt 3 eingesetzt. Aufgrund von technischen Mängeln und fehlenden Zulassungen wurden in den ersten Wochen nach Betriebsaufnahme hauptsächlich Ersatzzüge aus n-Wagen der Deutschen Bahn, Doppelstockwagen der Metronom und CityShuttle-Wagen der ÖBB eingesetzt.

### Gegenwart
Auf der Bahnstrecke Rosenheim–Salzburg verkehren zahlreiche Nahverkehrs-, Fernverkehrs- und Güterzüge.
Die gesamte Strecke wird von Zügen der Relation München Hauptbahnhof – Salzburg Hauptbahnhof bedient, die von der Bayerischen Oberlandbahn unter der Marke BRB Chiemgau-Inntal betrieben werden. Ein weiteres Zugpaar befährt die Strecke von Rosenheim nach Traunstein. Zwischen Freilassing und Salzburg verkehren zusätzlich die S-Bahn-Linien 2 und 3 der S-Bahn Salzburg, sodass auf diesem Streckenabschnitt ein 10- bis 20-Minuten-Takt besteht. Auch die meisten Regionalbahnen aus Mühldorf verkehren von Freilassing weiter nach Salzburg, sodass auf diesem Abschnitt mehr als 90 Personenzüge pro Tag verkehren.
| Zuggattung Linie | Verlauf                                                                   | Taktfrequenz                        |
| ---------------- | ------------------------------------------------------------------------- | ----------------------------------- |
| RE 5             | München – Rosenheim – Traunstein – Freilassing – Salzburg                 | Stundentakt                         |
| RB 45            | (Landshut –) Mühldorf – Freilassing – Salzburg                            | Stundentakt mit einzelnen Ausnahmen |
| S-Bahn Salzburg  | Bad Reichenhall – Freilassing – Salzburg – Golling-Abtenau – (Saalfelden) | Stundentakt                         |
| S-Bahn Salzburg  | Freilassing – Salzburg – Golling-Abtenau – Schwarzach-St. Veit            | Stundentakt                         |

EuroCity-Züge (EC) der Linie Frankfurt am Main – Salzburg verbinden Rosenheim im Zweistundentakt mit Zwischenhalten in Prien, Traunstein und Freilassing mit Salzburg. Seit dem Fahrplanwechsel 2008 werden diese Züge über Salzburg hinaus alternierend nach Graz und Klagenfurt weitergeführt. Dazu verkehren um eine Stunde versetzt RJ-Züge von München zu Zielen in Österreich und Ungarn, die zwischen München Hauptbahnhof und Salzburg Hauptbahnhof ohne Halt durchfahren. Daneben befährt noch das Intercity-Zugpaar Königssee von Hamburg nach Berchtesgaden diese Strecke.
Die Österreichischen Bundesbahnen befahren die Verbindung Salzburg – Landl/Rosenheim (– Kufstein) im Stundentakt ohne Halt mit Fernzügen der Relation Wien – Salzburg – Innsbruck – Vorarlberg, ergänzt durch einzelne Zusatzzüge.
Zum Fahrplanwechsel 2008 fuhr das erste Railjet-Zugpaar von München via Wien nach Budapest. Mit Fahrplanwechsel 2017 verkehren täglich vier Railjet-Zugpaare zwischen München und Budapest, weitere drei Railjet-Zugpaare zwischen München und Wien, sowie ein Railjet-Zugpaar zwischen München und Klagenfurt.
Seit 8. April 2022 fährt die Westbahn mit fünf bis sechs Zugpaaren (anfangs baustellenbedingt nur mit vier) die Strecke München – Salzburg – Wien.
Nachts verkehren auf der Strecke zudem die Züge der ÖBB-Nightjet-Linien zwischen Deutschland und Italien (München – Rom/La Spezia und Stuttgart – Venedig).
| Zuggattung Linie | Verlauf | Taktfrequenz                    |
| ---------------- | --- | ------------------------------- |
| IC 26            | Königssee: Hamburg-Altona – Hamburg – Hannover – Göttingen – Kassel-Wilhelmshöhe – Fulda – Würzburg – Augsburg – München Ost – Rosenheim – Freilassing – Berchtesgaden                | ein Zugpaar                     |
| EC 32            | Wörthersee: (Münster –) Dortmund – Essen – Düsseldorf – Köln – Koblenz – Frankfurt – Mannheim – Heidelberg – Stuttgart – Ulm – Augsburg – München – Rosenheim – Salzburg – Klagenfurt | ein Zugpaar                     |
| EC 60            | Karlsruhe – Stuttgart – Ulm – Augsburg – München – Rosenheim – Salzburg | ein Zugpaar                     |
| EC 62            | Frankfurt – Heidelberg – Stuttgart – oder Saarbrücken – Mannheim – Stuttgart – Ulm – Augsburg – München – Rosenheim – Salzburg (– Klagenfurt / Graz / Linz)                           | Zweistundentakt                 |
| RJ 90            | München – (Rosenheim –) Salzburg – Wien – Budapest | Zweistundentakt                 |
| WB               | München – Salzburg – Wien | 4 Zugpaare                      |
| RJ               | (Zürich – Bregenz – Bludenz –) Innsbruck – Salzburg – Wien – Wien Flughafen (– Budapest)                                                                                              | Stundentakt                     |
| NJ               | München – Rosenheim – Salzburg – Villach – Bologna – Florenz – Rom | ein Zugpaar                     |
| NJ               | Stuttgart – München Ost – Rosenheim – Salzburg – Villach – Udine – Treviso – Venedig                                                                                                  | ein Zugpaar                     |
| NJ               | München – Rosenheim – Salzburg – Villach – Padova – Verona – Mailand – Genua – La Spezia                                                                                              | ein Zugpaar (saisonal seltener) |

## Zukunft
Diese Strecke ist Teil der europäischen TEN-Linie 17 von Paris nach Budapest. Dies könnte zu weiteren Ausbaumaßnahmen führen. Auf diese drängen vor allem die ÖBB, da sie zwischen Salzburg und München eine Fahrzeit von einer Stunde statt heute eineinhalb Stunden anstreben.
Der deutsche Teil der Strecke soll im Rahmen des Starterpakets der Digitalen Schiene Deutschland bis 2030 vorrangig mit Digitalen Stellwerken und ETCS ausgerüstet werden. Ein Vergabeverfahren für erste Planungsleistungen in den Netzbezirken Rosenheim und Freilassing wurde im September 2022 eingestellt.
Für den Fahrplan 2023 haben Flixtrain (Stuttgart – München – Salzburg – Wien) und Westbahn (Salzburg – Innsbruck) zusätzliche Fernverkehrstrassen beantragt.